# Turismul în România
Turismul în România se concentrează asupra peisajelor naturale și a istoriei sale bogate. Traversată de apele Dunării, România are varietate de relief  incluzând, împăduriții Munți Carpați, Coasta Mării Negre și Delta Dunării, care este cea mai mare deltă europeană. De interes sunt și satele, unde oamenii trăiesc și mențin de sute de ani tradițiile, arhitectura religioasă, orașele și  castelele, medievale ce accentuează și valorifică potențialul turistic al României.

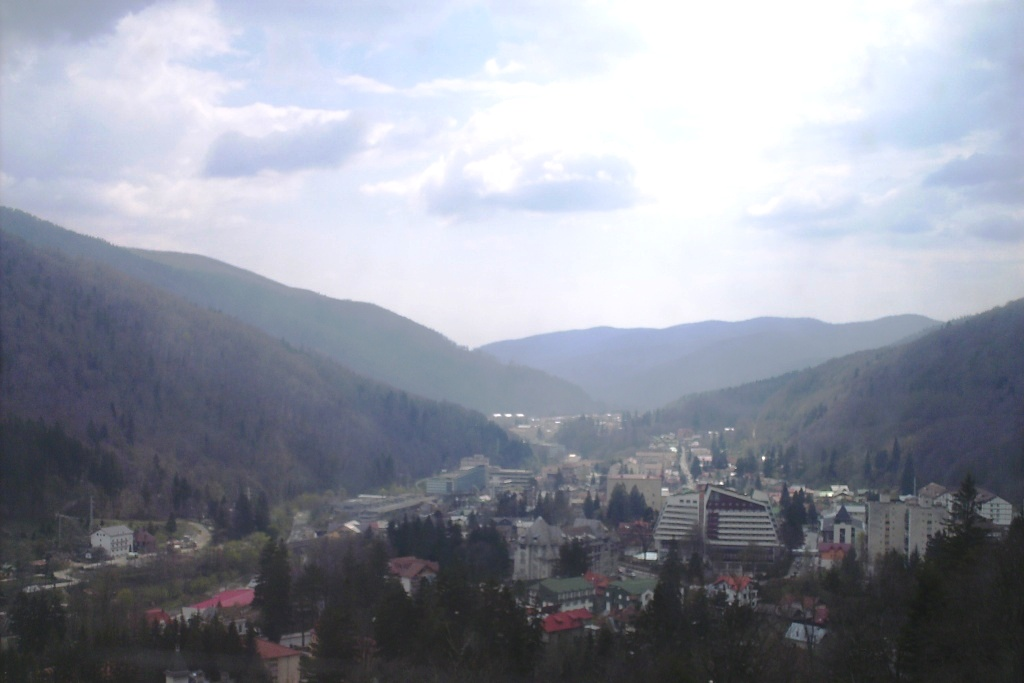
Valea Prahovei

## Istoric

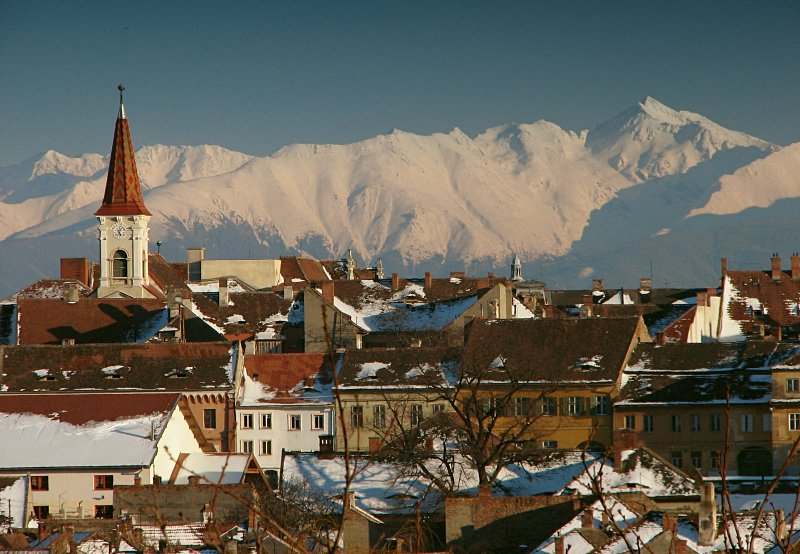
Sibiu

### Începuturile turismului în România
Elementele ale turismului colectiv în România sunt atestate documentar în trecut, când a apărut turismul balnear, acesta fiind menționat în localitățile Băile Herculane - în secolul al II-lea, în anul 1734 Băile Felix în secolul al XV-lea, Ivanda, Buziaș, Călacea și Lipova în secolul al XVI-lea, Bazna în secolul al XVII-lea, Băile Olănești în 1760, Borsec în 1770, Vatra Dornei în 1788.
În secolul al XIX-lea, se dezvoltă stațiunile balneoclimaterice existând 23 de stațiuni de interes general, 78 de interes local și 38 de localități cu izvoare minerale.
Primele activități turistice organizate în România datează din a doua parte a secolului al XIX-lea. Au apărut o serie de asociații, organizații, societăți, cluburi etc. care desfășurau activitate turistică pe unele arii geografice, căutând să atragă turiști din toate păturile sociale și care sponsorizau de asemenea amenajarea unor obiective turistice.
Aceste asociații și organizații de turism din România și-au desfășurat activitatea înainte de primul război mondial și în perioada interbelică. Preocuparea acestor asociații de profil s-a îndreptat la început spre zonele montane prin construirea de cabane și case de adăpost (refugii), amenajări de drumuri, poteci, marcaje, precum și organizarea de cursuri de schi, publicarea de monografii turistice, almanahuri, ghiduri, hărți etc.
„Trinitatea vremelnică” din anul 1869, având ca scop „de a întreprinde excursiuni”, și „Asociația Alpină a Transilvaniei” („Siebenburgische Alpen Verein in Kronstadt” - S.A.V.K.) care a luat ființă în august 1873 la Brașov, sunt considerate a fi primele societăți de turism din România. Aveau ca scop cercetarea munților Carpați, îmbunătățirea căilor de acces, organizarea de excursii în zonele montane. SAVK a activat până în anul 1881, când a fuzionat cu „Asociația Carpatină Transilvană” („Siebenbürgischer Karpathenverein - S.K.V.”) din Sibiu, devenind filială a acesteia.
În anul 1875, s-a înființat la București Societatea Română de Geografie, care publică  "Buletinul Societății geografice române" (1876-1943), Marele dicționar geografic al României (1898-1902), precum și numeroase descrieri de călătorie, expediții geografice, turism.
În Transilvania, și-a desfășurat activitatea „Asociația Carpatină Transilvania” („Siebenburgische Karpathen Verein - S.K.V.”), fondată în anul 1880 la Sibiu, după modelul DOeA - „Asociația Alpină Germano-Austriacă”. Asociația își propunea ca obiectiv cultivarea spiritului turistic, făcând cunoscute și accesibile populației frumusețile naturale ale munților Carpați. 
„Cercul Excursioniștilor”  înființată la 1 ianuarie 1891, a fost prima asociație turistică din București, care-și propunea, să întreprindă "excursiuni menite să dezvolte iubirea pentru frumusețile naturii și înmulțirea cunoștințelor prin vizitarea monumentelor și localităților din țară, ceri ar putea prezenta un interes din deosebite puncte de vedere" iar "ca mijloc de locomoție se adopta piciorul".
În același an, la Cluj, a fost fondată Societatea Carpatină Ardeleană a Turiștilor („Erdely Karpat Turista Egyesulet”), cea mai veche asociație a turiștilor maghiari din Transilvania, care a înființat circa 20 de cabane și refugii montane și publicarea revistei de turism "Erdely" (Ardealul), în perioada 1904-1940.
În anul 1892, a fost înființată Societatea Carpatină Bănățeană, prima organizație turistică din Banat. Societatea editează în 1894, ghidul turistic  "Călăuza turistică a Banatului", precum și prima revistă turistică, în 1895, "Turismul Bănățean" care după doi ani, se transformă în primul ziar sportiv al Banatului, "Sportul Bănățean". În 1948, societatea este desființată, iar după 1990 a fost reconstituită, având ca obiectiv principal revigorarea turismului montan bănățean.

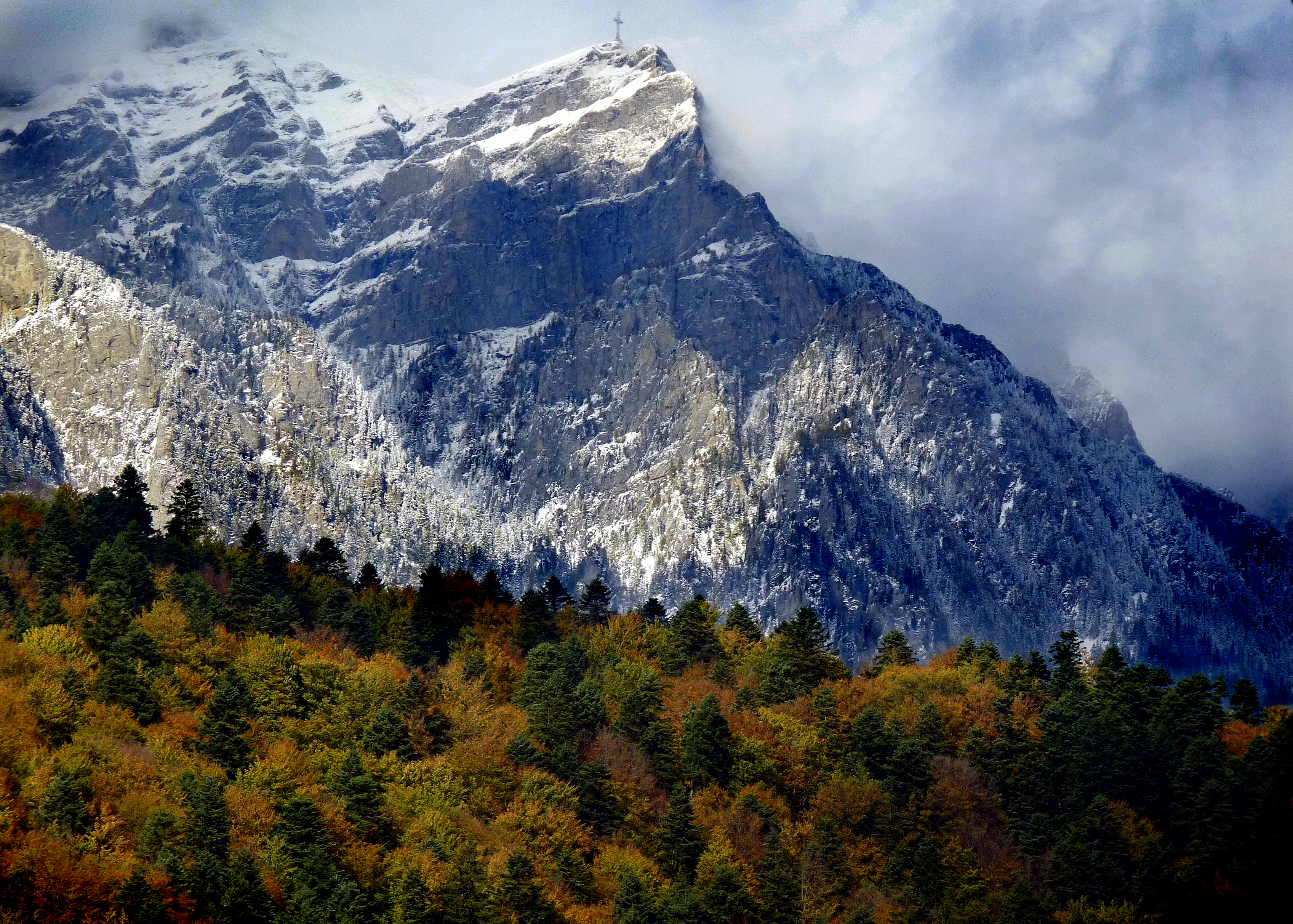
Crucea Eroilor pe vârful Caraiman

Se înființează în martie 1893, la Sinaia, Societatea Carpatină Sinaia. Societatea a funcționat până în anul 1913 și i se datorează deschiderea mai multor drumuri în Bucegi, amenajarea potecii de pe Valea Jepilor, amenajarea peșterii Ialomiței, construcția cabanei Omu și Caraiman.
Societatea Turiștilor din România (S.T.R.) înființată în anul 1903, a avut ca președinte pe prințul moștenitor Ferdinand și ca membrii numeroase personalități ale vieții culturale și politice ale vremii: Ion I. C. Brătianu, Vintilă Brătianu, Dr. I. Cantacuzino, Barbu Știrbey ș.a. Societatea a publicat anuarul S.T.R., apărut între anii 1903-1915, a  construit drumul către vârful Omu pe valea Cerbului, cabana Grindu din Piatra Craiului etc. S.T.R. a fuzionat în anul 1931 cu „Turing Clubul României”.
Asociația Prietenii Naturii, înființată în 1919, a avut 15 filiale pe tot cuprinsul țării. Deși a desfășurat o activitate intensă pentru promovarea turismului în rândul populației, asociația s-a dizolvat în 1924, iar activitatea ei împreună cu filialele sale, a fost preluată de Asociația Sportivă Stăruința.
Societatea de Gimnastică, Sport și Muzică (S.G.S.M.), se întemeiază în noiembrie 1902 la Iași, inițiată de un grup de intelectuali ieșeni amatori de educație fizică, sporturi, muzică și drumeție, printre care: Gheorghe Balș, Emanoil Panaiteanu-Bardasare, Paul Bujor, Constantin Meissner.
S.G.S.M. a avut importante realizări turistice prntre care construirea a două refugii, casa de adăpost Dochia-Ceahlău (1912-1914), prima construcție montană din beton armat din țara noastră, cel dintâi ghid turistic modern pentru masivul Ceahlău, Călăuza Ceahlăului, precum și primele marcaje turistice din Ceahlău (1931-1932).

### Perioada interbelică
Frăția Munteană este înființată la Cluj de Emil Racoviță în 1920, în scopul cercetării și cunoașterii Munților Apuseni.
Hanul Drumeților, societate pe acțiuni înființată în martie 1921, are și ea o importantă contribuție prin construirea în 1923 a Casei Peștera, în imediata apropiere a Cheilor și Peșterii Ialomiței. La 10 iunie 1925 Societatea Hanul Drumeților fuzionează cu Turing Clubul României.
În anul 1926 a luat ființă societatea Turing Clubul României (T.C.R.) care avea sloganul: "Prin turism la cunoașterea și iubirea României". Societatea a cunoscut o dezvoltare intensă prin includerea și a altor asociații de turism din Muntenia dar și prin aderarea de numeroși membri, devenind cea mai puternică asociație de turism din țară.
În 1929 a fost fondată Asociația Drumeților din Munții Înalți ai României (A.D.M.I.R.), care și-a desfășurat activitatea în Munții Bucegi, Piatra Craiului, Făgăraș, având sedii în Ploiești, Pitești, Câmpulung-Muscel și Făgăraș.

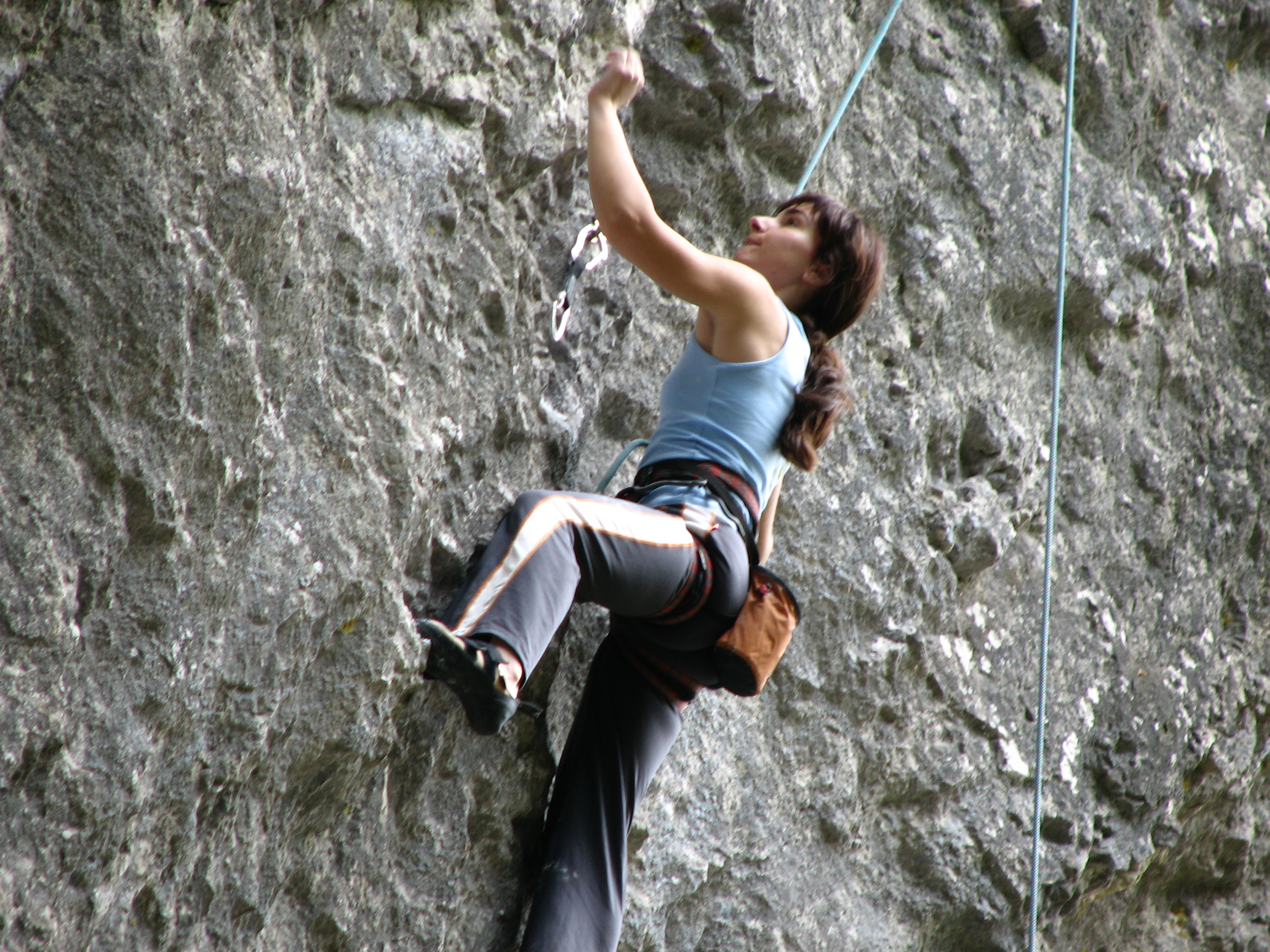
Alpinism în prăpastii

„Asociatia Turistică România Pitorească” (A.T.R.P.), constituită în București la 21 mai 1930, a construit cabana Ciucaș și a tipărit revista România Pitorească, apoi Buletinul România Pitorească.
La 18 martie 1934 s-a înființat Clubul Alpin Român (C.A.R.), ocupat cu precădere de ascensiunile grele în munți. A realizat marcajele pe o serie de poteci pe versantul sudic al munților Bucegi, a construit refugiul Coștila și Căminul Alpin, a tipărit „Buletinul Alpin”, „Buletinul Clubului Alpin Român” și a organizat prima școală de cățărare alpină. Activitatea C.A.R. a fost întreruptă în anul 1948, dar reluată în 1990.
Clubul Turistic Bănățean, fondat la 16 martie 1935, cu sediul în Caransebeș, avea se editeze o revistă de turism și să construiască Monumentul Turismului la Rușchița în 1936. 
„Grupul Alpin Brav” a fost înființat de câțiva elevi de la liceul Mihail Viteazul la 18 martie 1936; în 1937, s-a transformat în Clubul Carpatin Român. Acesta a construit cabana Brav, devenită Caraiman.
Asociația „Hai la drum!” fondată la 28 iunie 1939, cu sediul în București, a propagat ideea turismului activ în toate mediile sociale și a editat buletinul Hai la drum!. 

### După 1947

Carte de membru al asociației Turismul Popular din R.P.R. eliberată în 1949

În perioada postbelică, prima organizație de turism pe baze economico-sociale, a fost Turismul Popular (1948-1950), care apoi devine Federația de Turism Alpin. În 1957 se constituie Asociația Turiștilor din România, iar în 1968 Biroul de Turism pentru Tineret (BTT).
Asociațiile de turism existente, au fost dizolvate la 11 iunie 1948, iar patrimoniul acestora a trecut la Oficiul Național de Turism (ONT). România a fost singura țară din blocul sovietic ce a dizolvat asociațiile și organizațiile de turism.
În 1971, se înființează Ministerul Turismului și Sporturilor, for de conducere, îndrumare și coordonare organizatorică, căruia îi sunt subordonate oficiile județene de turism.
Pe lângă modernizarea și transformarea vechilor stațiuni balneoclimaterice, apar și altele noi ca Techirghiol, Eforie, Mangalia, Năvodari, Voineasa, Buziaș, Costinești, Moneasa, Bâlea Lac, Durău, Călacea, Piatra Arsă.
Între anii 1976-1980, direcțiile prioritare de dezvoltare a turismului s-au orientat spre valorificarea  stațiunilor montane, dezvoltarea stațiunilor balneoclimaterice și modernizarea stațiunilor de pe litoral. Sunt amenajate mijloace moderne de transport pe cablu: telecabine, telescaune, teleschiuri.
În 1982, turismul din România cuprindea peste 155000 de locuri pe litoral, peste 38000 de locuri în stațiunile montane, aproape 45000 de locuri în stațiunile balneoclimaterice și aproximativ 20000 în cabane și alte forme de găzduire.

### După 1989
După 1990, s-a instalat o tendință descrescătoare în dezvoltarea turismului în România și reducerea dramatică a numărului turiștilor, datorită calității tot mai scăzute a serviciilor turistice și deteriorării sensibile a condițiilor de viață pentru majoritatea românilor. Acestea au determinat petrecerea vacanțelor în străinătate de către cei cu posibilități financiare mai ridicate.

## Zone turistice

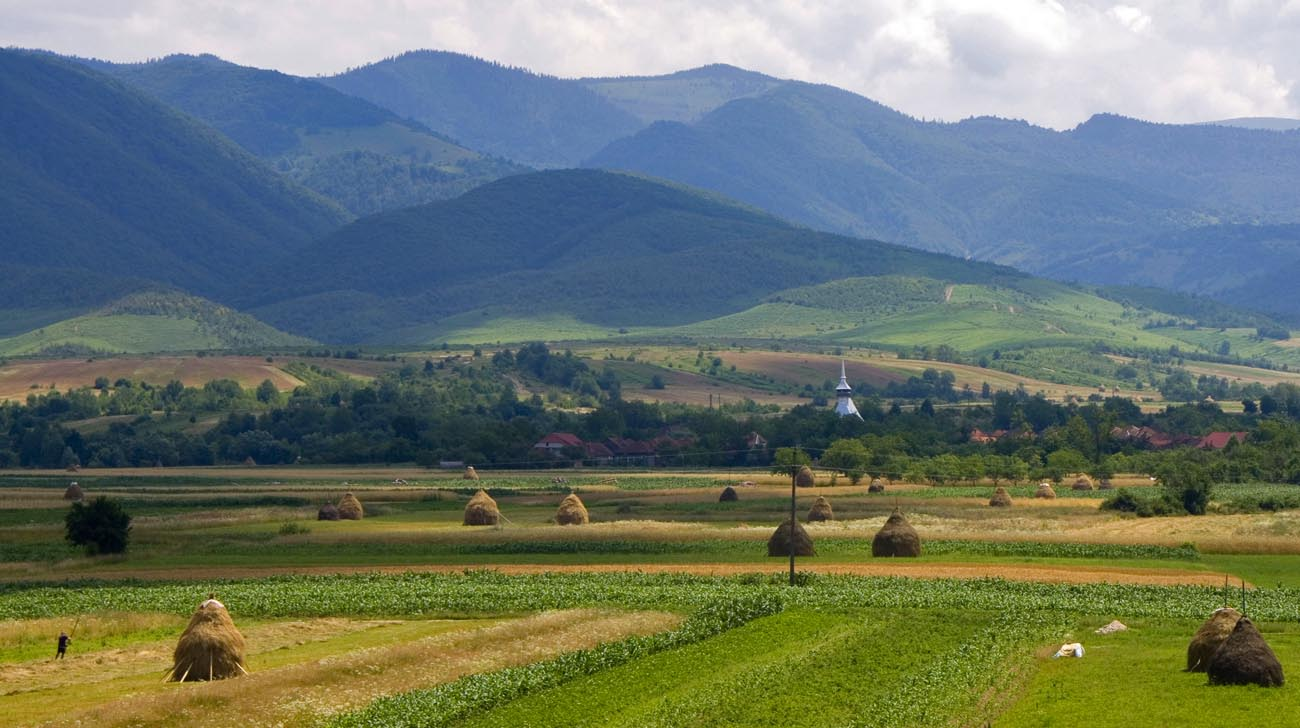
Biserica de lemn din Brădet, Bihor

În ultimii ani, România a devenit o destinație preferată pentru mulți europeni (mai mult de 60% dintre turiștii străini provin din țările membre UE), rivalizând și fiind la concurență cu țări precum Bulgaria, Grecia, Italia sau Spania. 
Stațiunile maritime Năvodari, Mamaia, Constanța, Eforie Nord, Eforie Sud, Costinești, Olimp, Neptun, Jupiter, Cap Aurora, Venus, Saturn, Mangalia, 2 Mai și Vama Veche (numite și Riviera Română) sunt principale atracții turistice pe timp de vară.
În timpul iernii, stațiunile de ski Muntele Mic, Sinaia, Bușteni, Semenic, Azuga, Straja, Păltiniș, Rânca, Cavnic, Arieșeni, Predeal și Poiana Brașov sunt destinațiile preferate ale turiștilor.

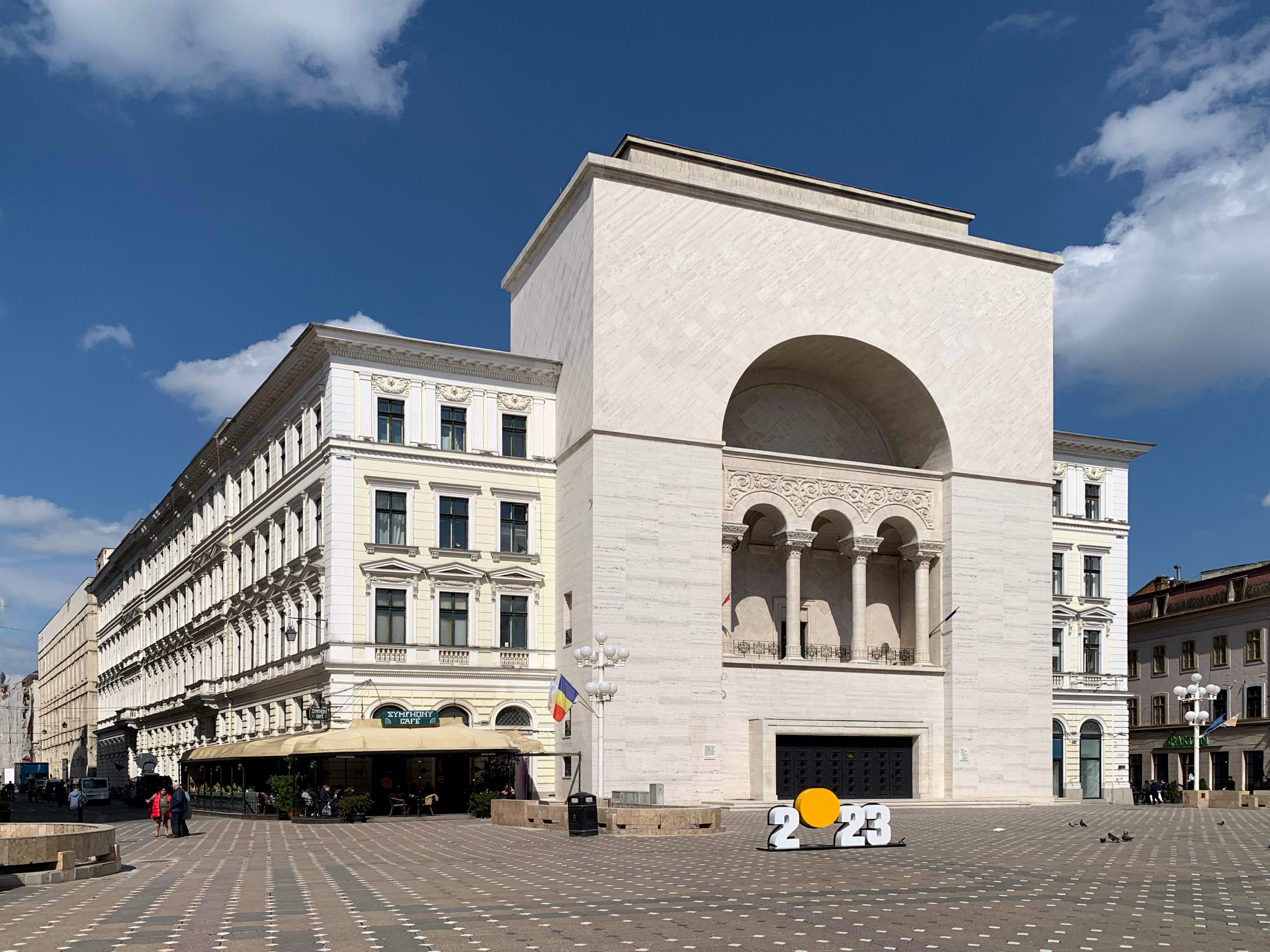
Timișoara, Capitală Europeană a Culturii 2023

Pentru atmosfera lor istorică și pentru castelele aflate acolo, numeroase orașe transilvănene precum Sibiu, Brașov, Sighișoara, Alba-Iulia, Timișoara, Cluj-Napoca, Arad sau Târgu Mureș au devenit niște importante puncte de atracție pentru turiști. De curând s-a dezvoltat și turismul rural ce se concentrează asupra promovării folclorului și tradițiilor. Principalele puncte de atracție le reprezintă Castelul Bran, mânăstirile pictate din nordul Moldovei, bisericile de lemn din Transilvania ori Cimitirul Vesel din Săpânța.Alte atracții turistice importante din România sunt cele naturale precum Delta Dunării, Porțile de Fier, Peștera Românești, Peștera Scărișoara și încă alte câteva peșteri din Munții Apuseni.. 

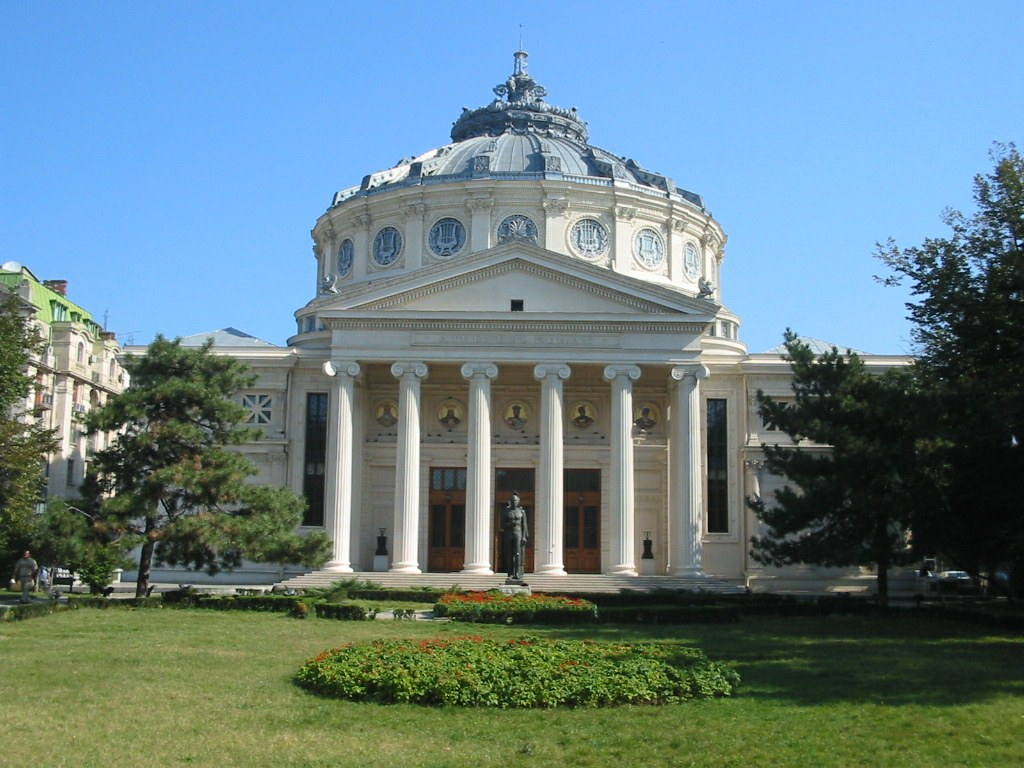
Ateneul Român

Bucovina este situată în partea de nord a României, în nord-vestul Moldovei. Regiune montană pitorească, cu tradiții etnografice ce dăinuie nealterate, Bucovina se remarcă printr-o activitate turistică dinamică, datorată în primul rând mânăstirilor. Cele cinci mânăstiri cu pictură exterioară, intrate în patrimoniul turistic mondial, își păstreaza frumusetea după mai bine de 450 de ani.

## București
Prin funcțiile sale complexe, prin poziția în cadrul țării și prin numeroasele obiective cu valoare istorică, arhitectonică și de altă natură, Bucureștiul reprezintă unul dintre principalele centre turistice ale României. Bucureștiul se remarcă prin de amestecul eclectic de stiluri arhitecturale, începând de la Curtea Veche, rămășițele palatului din secolul al XV-lea al lui Vlad Țepeș - cel care a fost fondatorul orașului și, totodată, sursa de inspirație pentru personajul Dracula -, la biserici ortodoxe, la vile în stil Second Empire, la arhitectura greoaie stalinistă din perioada comunistă și terminând cu Palatul Parlamentului, o clădire colosală cu șase mii de încăperi, a doua ca mărime în lume după Pentagon.
Cele mai importante obiective turistice ale municipiului București sunt: Ateneul Român, Arcul de Triumf, Palatul Băncii Naționale, Teatrul Național, Universitatea București, Parcul Cișmigiu, Grădina Botanică, Parcul Herăstrău, Muzeul Satului, Muzeul Național de Artă al României, Muzeul Național de Istorie al României, Muzeul Național de Istorie Naturală „Grigore Antipa”, Biserica Stavropoleos, Hanul lui Manuc și altele. De asemenea, în București se organizează, în fiecare an, Târgul de Turism al României.

## Statistici
Potențialul turistic constituie o componentă esențială a ofertei turistice și o condiție indispensabilă a dezvoltării turismului. Prin dimensiunile și diversitatea elementelor sale, prin valoarea și originalitatea acestora, el reprezintă motivația principală a circulației turistice. Evaluarea corectă a componentelor sale, analiza posibilităților de valorificare eficientă a acestora presupune elaborarea unui sistem național și categorial adecvat care să permită conturarea unei strategii coerente a dezvoltării activității turistice.
Studiul datelor statistice referitoare la turism sunt anual cuprinse  de INS, Institutul Național de Statistică în  Breviarul Statistic, Turismul Românesc,  prezintă informații cu privire la geografia și organizarea administrativ-teritorială a țării și cuprinde principalele serii de date statistice ce definesc activitatea turistică: capacitatea de cazare turistică, activitatea de cazare turistică și a agențiilor de turism, turismul României pe regiuni de dezvoltare, precum și informații referitoare la călătoriile internaționale înregistrate la frontierele României și la cererea turistică a rezidenților. 
Turismul în România se concentrează asupra peisajelor naturale și a istoriei sale bogate, având de asemenea o contribuție importantă la economia țării. În 2006, turismul intern și internațional a asigurat 4,8% din PIB și aproximativ jumătate de milion de locuri de muncă (5,8% din totalul locurilor de muncă). După comerț, turismul este cea de-a doua ramură importantă din sectorul de servicii. După estimările World Travel and Tourism Council, România ocupă locul 4 în topul țărilor care cunosc o dezvoltare rapidă a turismului, cu o creștere anuală a potențialului turistic de 8% din 2007 până în 2016.Numărul turiștilor a crescut de la 4,8 milioane în 2002, la 6,6 milioane în 2004. De asemenea, în 2005, turismul românesc a atras investiții de 400 milioane de euro.

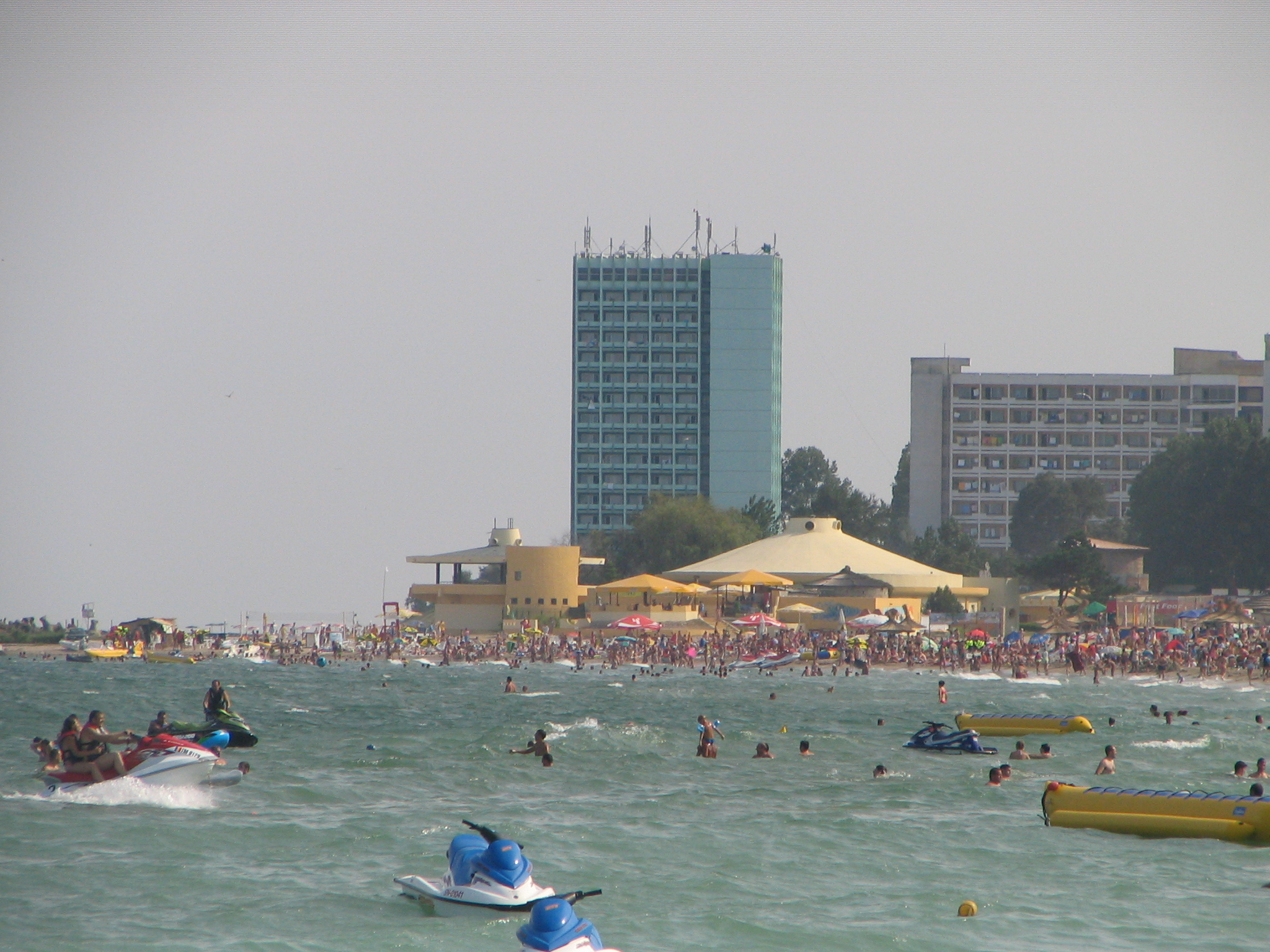
Stațiunea Neptun

În anul 2010, litoralul românesc a atras aproximativ 1,8 milioane de turiști, cu 15% mai puțini decât în 2009.
Sunt numeroase agenții de turism din România și din alte țări care aduc turiști străini. De asemenea turiști români și străini își pot face rezervări la hoteluri, moteluri, pensiuni și alte spații de cazare din țară și din alte țări direct pe site-urile specializate.
În anul 2009, România a avut 1,27 milioane turiști străini iar în 2010 - 1,34 milioane.
În anul 2004, numărul de turiști străini a fost de 3,6 milioane.
În anul 2023 România  a avut cazați 2,12 milioane de turiști străini și si 11,79 milioane de turiști români.
Stațiunile balneo-climaterice
În stațiunile balneoclimaterice din România vin anual între 800 de mii și un milion de oameni să se caute de sănătate.
Acestora li se adaugă și pensionarii care primesc de la Casa Națională de Pensii bilete de tratament
Anual circa 250.000 de astfel de bilete ajung la pensionari, dar nu toți ajung în stațiuni.
Doar 10% dintre turiști sunt cetățeni străini.

## Numărul turiștilor străini care au sosit în România in anul 2008

### Țări din Uniunea Europeană
- Ungaria - 1.950.380
- Bulgaria - 1.114.082
- Germania - 521.675
- Italia - 433.167
- Polonia - 276.525
- Austria - 210.143
- Franța - 183.360
- Regatul Unit - 128.150
- Grecia - 117.900
- Spania - 70.970

### Alte țări din Europa
- Republica Moldova - 1.428.560
- Ucraina - 731.000
- Turcia - 302.000
- Serbia - 180.000
- Federația Rusă - 62.648

- - Turiști din America de Nord, Sud și Centrală - 191.710
  - Turiști din Asia - 223.883
  - Turiști din Africa - 18.444 [27]

## Componentele patrimoniului turistic

### Componentele patrimoniului natural

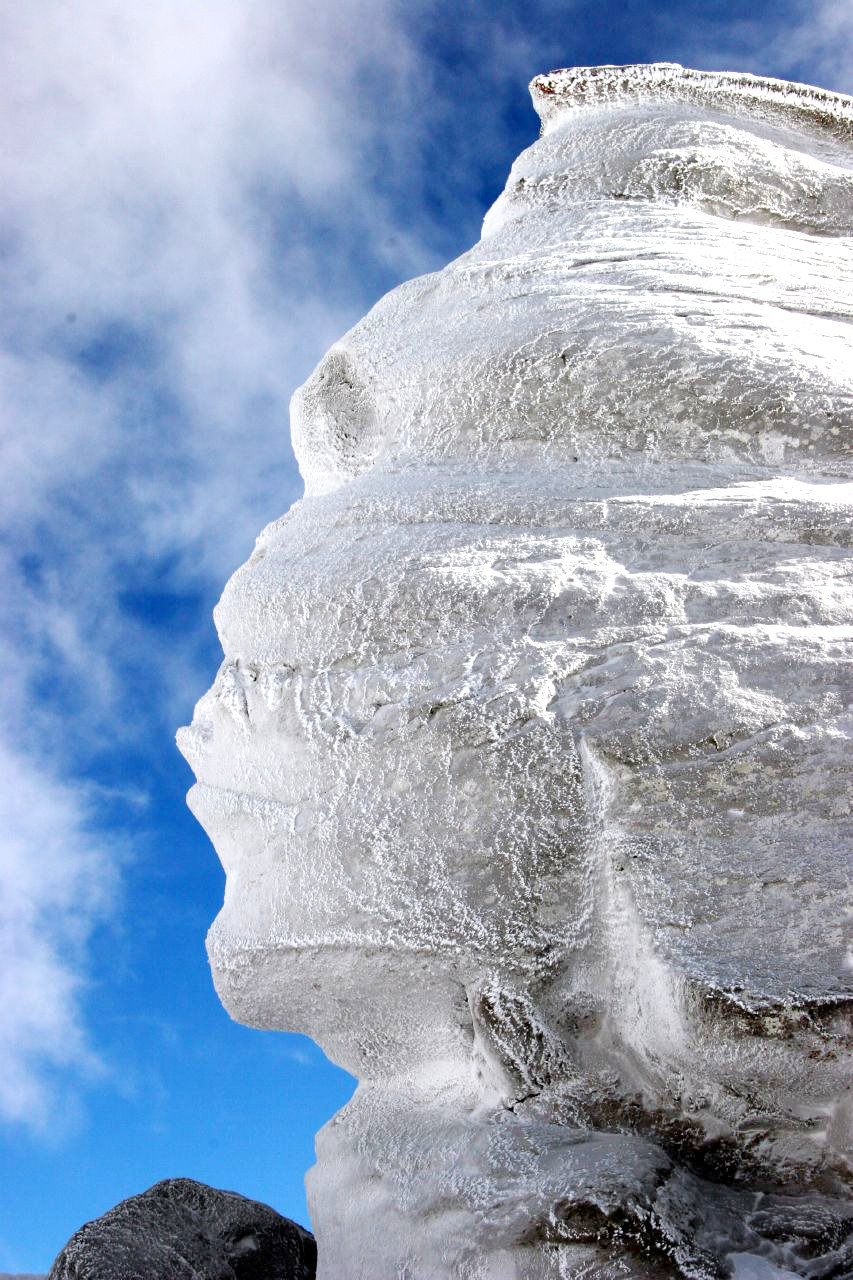
Sfinxul din Munții Bucegi

Relieful – este cel mai variat și important element de potențial turistic atât prin valoarea peisagistică cât și prin posibilitățile largi de practicare a turismului pe care le oferă. Principalele atracții ale reliefului sunt generate de:
- treptele și formele de relief (relieful glaciar, carstic, vulcanic);
- stâncile cu formă bizară
- fenomenele geologice.

Relieful se constituie atât ca atracție turistică de sine stătătoare, stimulând practicarea drumeției, alpinismului, odihnei și recreerii, speoturismului cât și în suport pentru alte elemente de potențial.

Clima – contribuie la crearea ambianței favorabile călătoriei prin:
- regimul precipitaților;
- temperatura și umiditatea aerului;
- nebulozitatea atmosferei;
- brizele montane și marine. Clima constituie o condiție de bază pentru practicarea unor forme de turism: sporturile de iarnă prin prezența, consistența și menținerea stratului de zăpadă, cura heliomarină, climatoterapia.

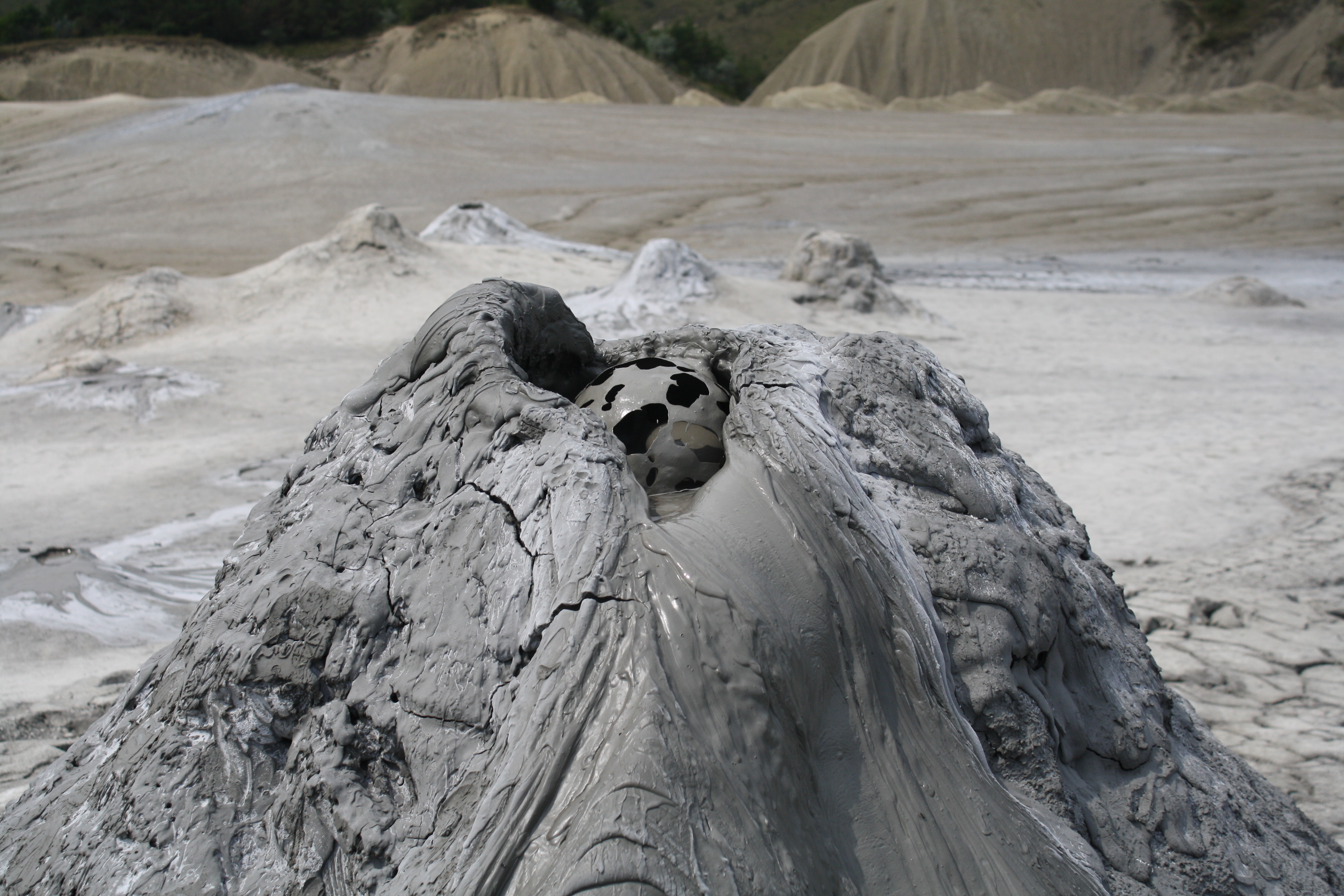
Vulcani noroioși la Berca

Hidrografia – contribuie la sporirea atractivității unei zone turistice prin prezența următoarelor elemente de potențial turistic:
- râuri, fluvii, lacuri naturale și antropice;
- mări, delte și estuare;
- ape minerale și termominerale. Hidrografia favorizează practicarea turismului de sfârșit de săptămână, de pescuit, de cură heliomarină, de practicarea a sporturilor nautice, de tratament balnear.

Vegetația – reprezentată prin păduri, pajiști, arborete, prezintă o atracție turistică în sine prin parcuri naturale ca destinații de vacanță, parcuri dendrologice, rezervații științifice etc. Vegetația prezintă un interes deosebit pentru turismul de odihnă, recreere, agrement.

Fauna – prezintă din punct de vedere turistic o importanță:
- cinegetică și piscicolă - datorită bogăției și variații speciilor;
- estetică – contribuind la creșterea atractivității zonelor vizitate;
- științifică – datorită existenței unor specii rare sau pe cale de dispariție protejate în rezervații și parcuri zoologice fauna constituie o motivație pentru practicarea turismului de vânătoare și pescuit sportiv, științific, de cunoaștere.

Rezervațiile naturale – prezintă importanță:
- sub aspect estetic – ca element de atractivitate;
- cognitiv – științific ca bază a turismului profesional și de cunoaștere.

### Componentele patrimoniului antropic
România dispune de un bogat și valoros potențial antropic, rezultat al existenței și istoriei de peste două milenii a poporului român în acest spațiu geografic.
Componentele potențialului turistic antropic, se grupează în:

#### Potențial cultural-istoric

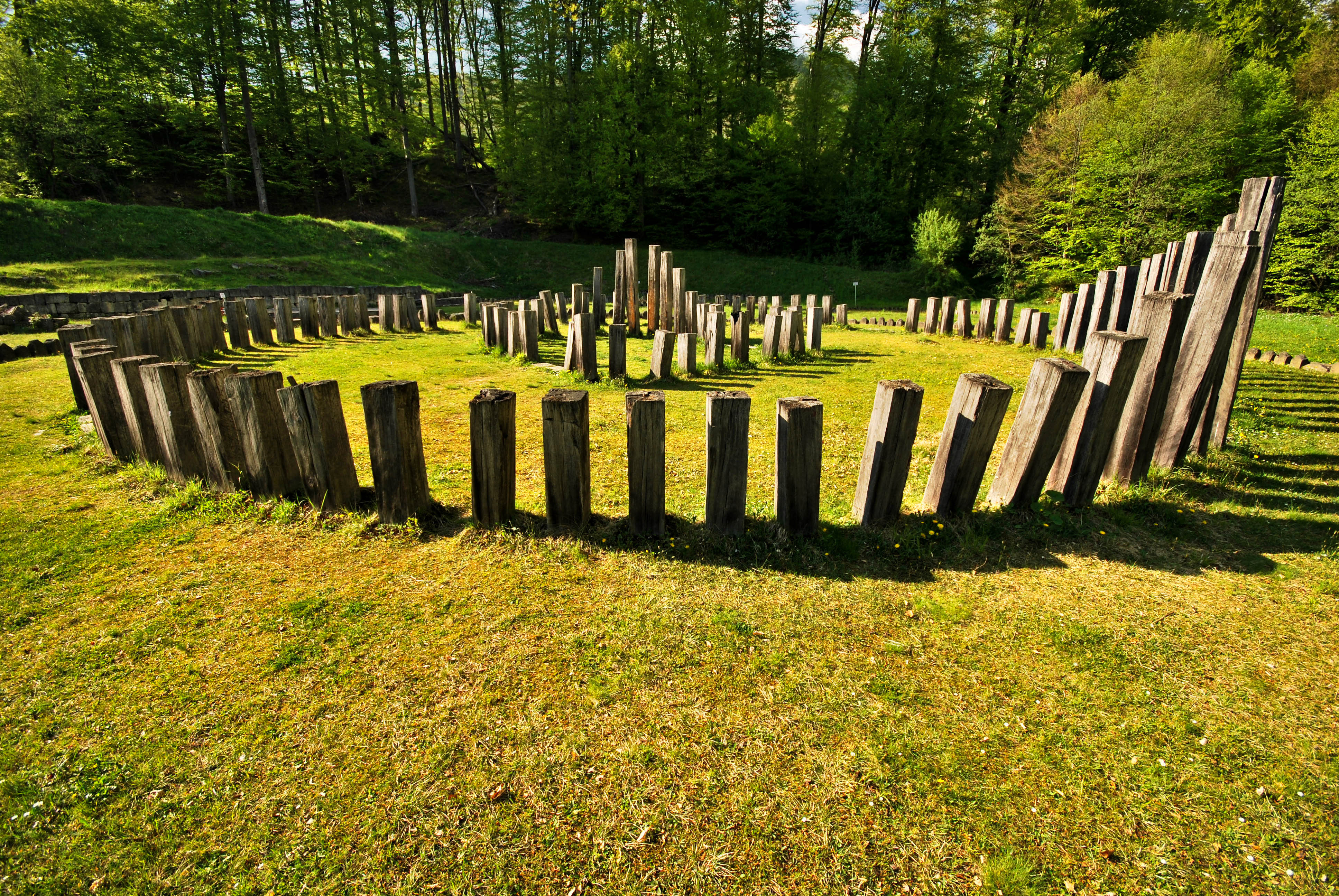
Sarmizegetusa - Sanctuarul mare circular

Vestigii arheologice -  sunt numeroase, de mare valoare atât pentru istoria, cultura și civilizația poporului român, cât și pentru cele universale:
- cetăți dacice: Sarmizegetusa, Costești și Blidaru din munții Orăștiei
- cetăți daco-romane: Monumentul Tropaeum Traiani de la Adamclisi, Drobeta, unde se află și ruinele podul lui Traian, Dierna Orșova; Napoca, Potaissa (Turda)
- castre romane
- așezări daco-romane
- cetăți medievale: Timișoara, Sighișoara, Neamț, Suceava, Turda, Curtea Veche – Palatul Voievodal din București, Alba Iulia, Târgoviște
- cetăți țărănești fortificate: Depresiunea Brașovului, Țara Bârsei, Râșnov, Bod, Feldioara, Prejmer, Teliu Maierus.

Monumente istorice și de artă - reflectă evaluarea culturii și civilizației autohtone, dar și influențele diferitelor culturi ale lumii cu care a intrat în contact:

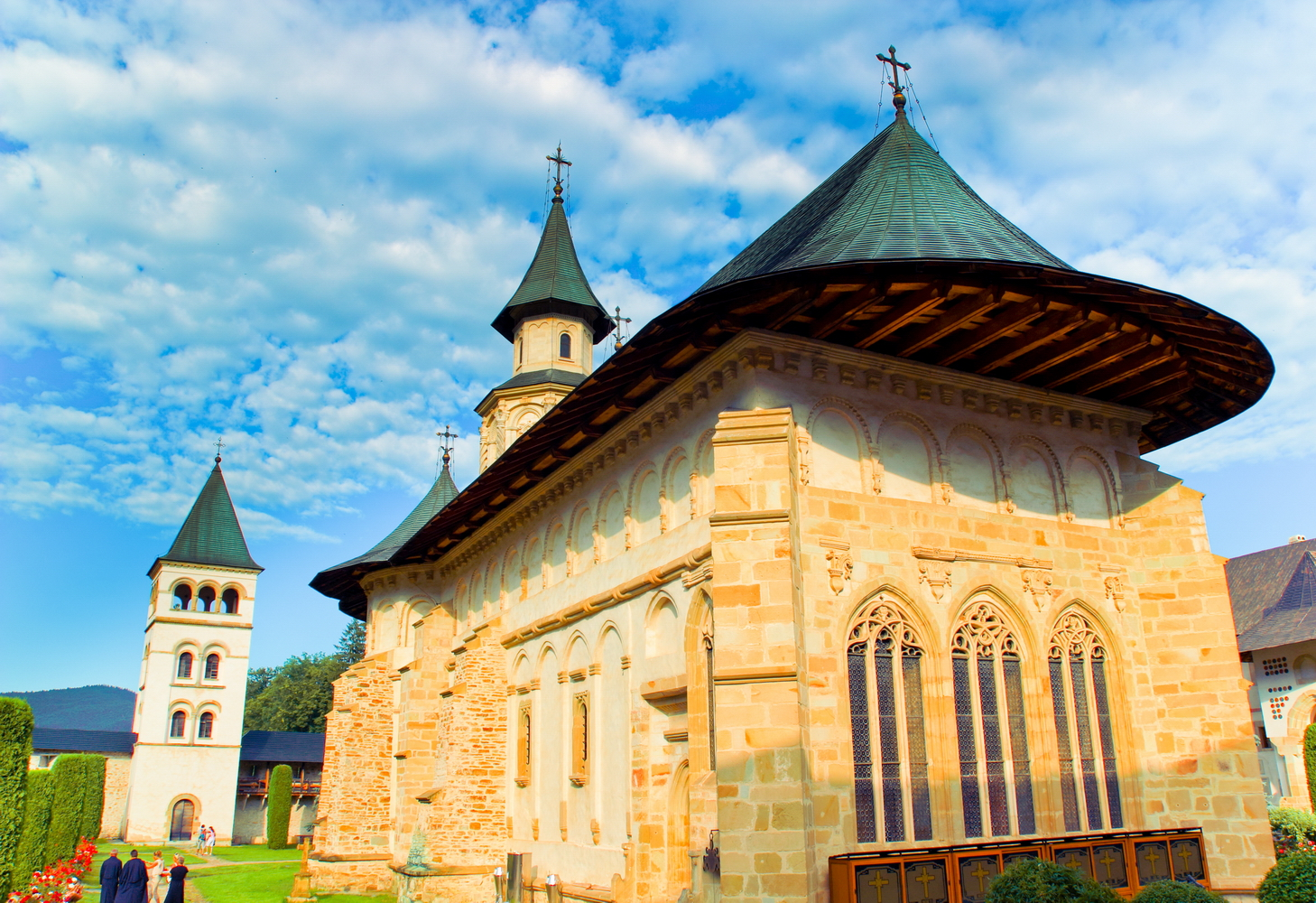
Mănăstirea Putna

- mănăstiri - Sucevița, Moldovița, Voroneț, Humor, Putna, Arbore, Dragomirna, Neamț – Agapia, Varatec, Neamț, Oltenia – Tismana, Horezu, Govora, Cozia
- biserici: Biserica Neagră din Brașov, Biserica Trei Ierarhi din Iași, bisericile de lemn din Banat, etc;

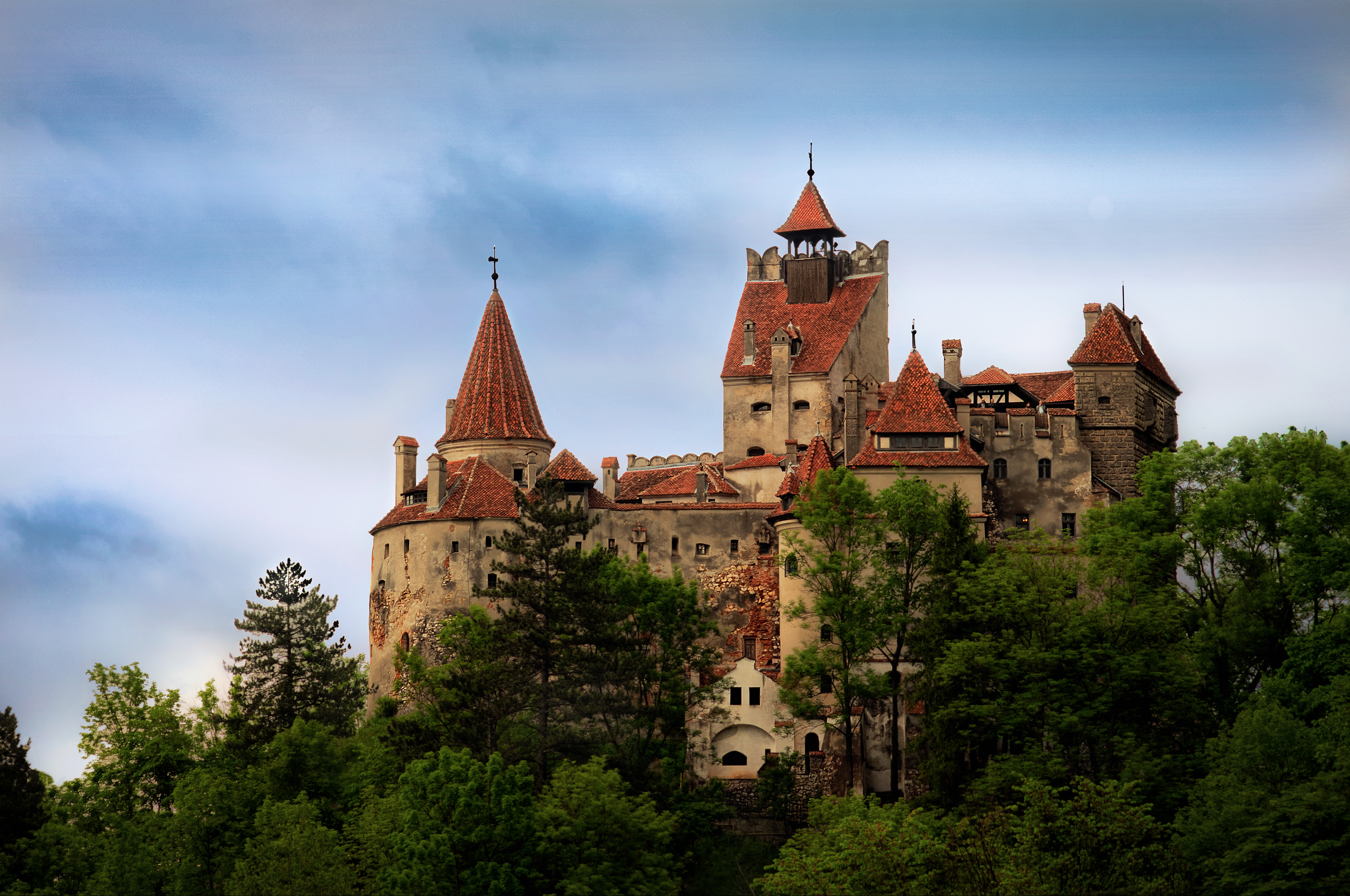
Castelul Bran

- castele și palate: Huniade, Bran, Peleș, Corvineștilor, Nakó, Mogoșoaia, Cotroceni etc.
- monumente de artă: Ansamblul Sculptural al lui Brâncuși de la Mărășești, Turnul Chindiei de la Târgoviște ș.a.
- cule: Cula Cartianu, Cula Tudor Vladimirescu, Cula Duca, Cula Greceanu

Elemente de etnografie și folclor - sunt caracterizate prin originalitate, bogăție și varietate:
- arhitectura și tehnica populară specifică: Banat, Bucovina, Țara Moților, Maramureș, Țara Dornelor etc

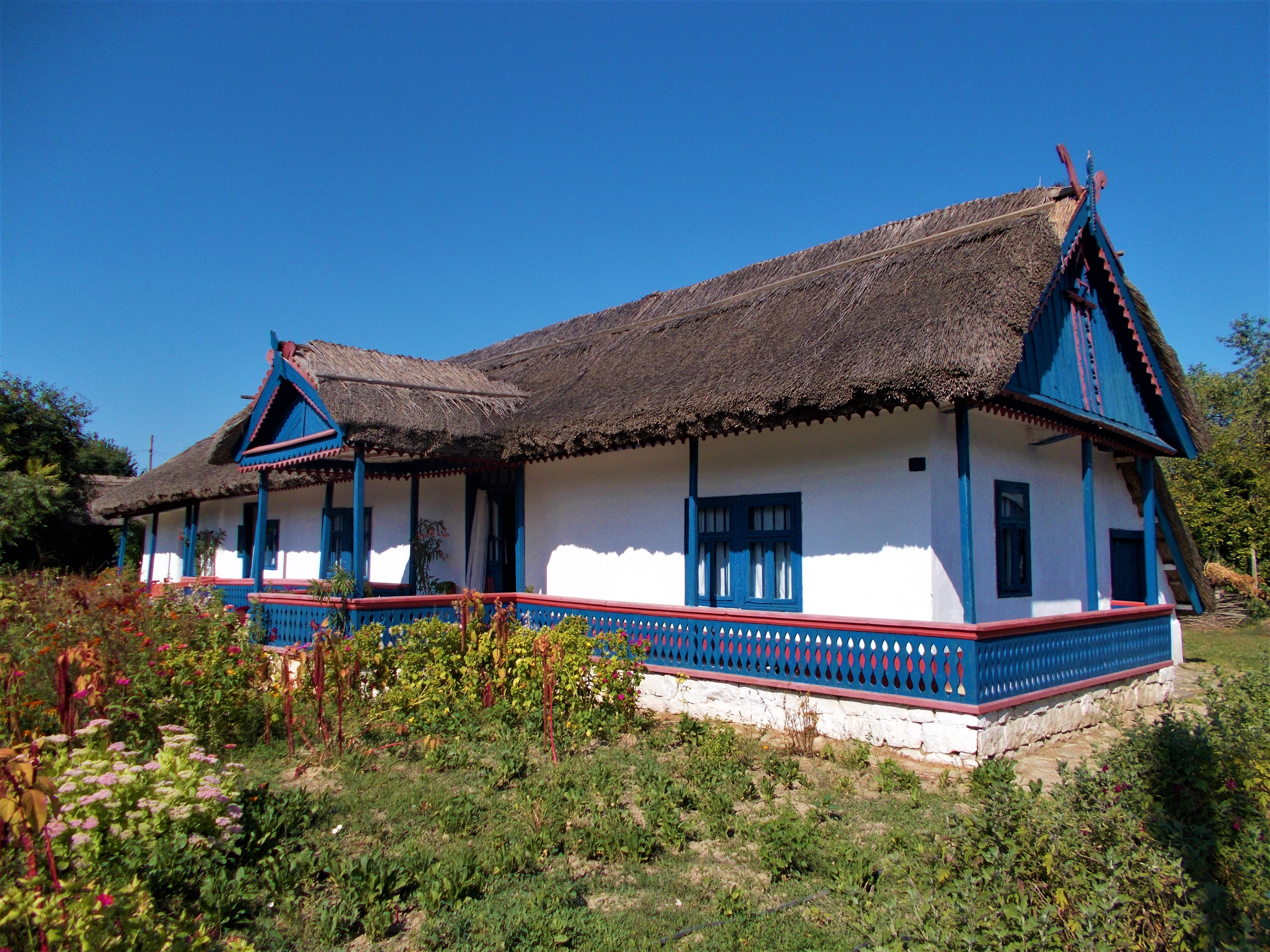
Enisala (casă țărănească)

- creație artistică, producția meșteșugărească și artizanat: ceramică de Horezu, Corund, ceramică de Oboga, Marginea; centrele de prelucrare a lemnului, încondeierea ouălor, țesutul covoarelor, cojocăritul;
- obiceiuri și tradiții populare: Târgul de Fete de pe Muntele Găina, Festivalul datinilor și obiceiurilor de iarnă de la Sighetu Marmației;
- costumele populare din toate zonele țării

Instituții și evenimente cultural–artistice - reflectă intensitatea vieții spirituale, tradiția și modernismul în cultură:
- edificiile unor instituții culturale: Ateneul Român, operele din București, Timișoara, Cluj, Iași, bibliotecile din Timișoara, Alba Iulia, etc.
- muzee și case memoriale cu profile diverse: științele naturii, istorice, știința și tehnică etnografică și artă,
- festivaluri: George Enescu, Cerbul de Aur, ale filmului, ale teatrului, expoziții si târguri, serbări (Serbările Mării, Serbările Zăpezii) etc.
- case memoriale: Traian Vuia, Ipotești, Mircești, Stupca, etc.
- muzee: Muzeul Banatului, Muzeul Brukenthal, Muzeul Antipa, Castelul Cantacuzino din Bușteni, etc.
- palate: Palatul Culturii din Timișoara, Palatul Culturii din Iași, etc.
- biblioteci: Biblioteca Batthyaneum, etc.
- sate turistice: Charlottenburg-Altringen, Rucăr, Bran, Fundata, Moeciu, Bogdan Vodă, Firijba, Corbi, Nucșoara, Mărginimea Sibiului, etc.
- sate cu tradiții folclorice: Huda, Certeze, Prislop.

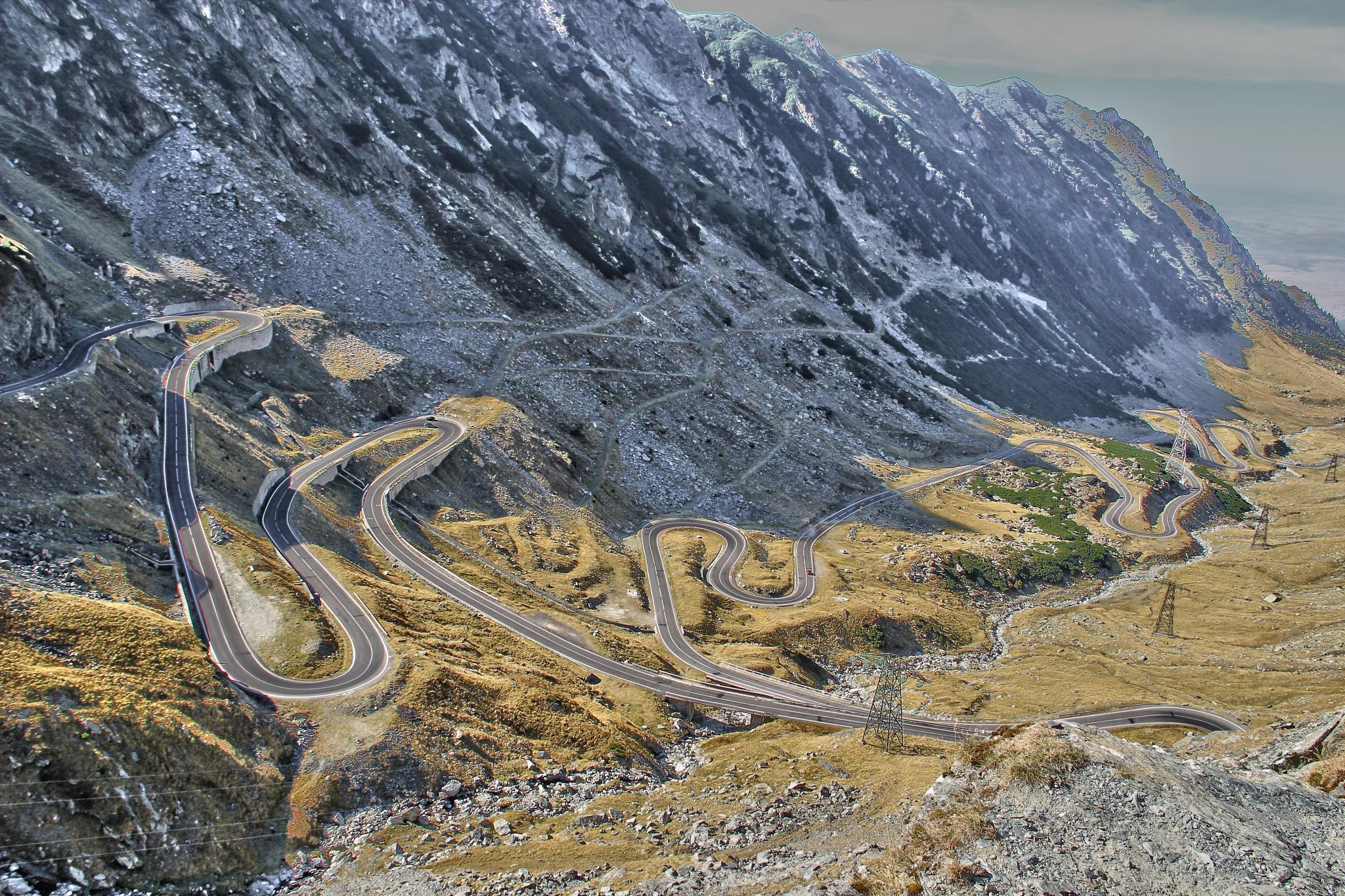
Transfăgărășanul

#### Potențial tehnico – economic
- baraje de acumulare: Surduc, Izvorul Muntelui, Vidra, Vidraru, Porțile de Fier
- poduri: Podul de la Cernavodă
- Transfăgărășanul.

#### Potențial socio – demografic
- orașe care sunt atractive prin arhitectura specifică, prin valorile de artă pe care le adăpostesc sau evenimentele pe care le găzduiesc: București, Timișoara, Cluj-Napoca, Alba Iulia, Sighișoara, Sibiu, Suceava, etc.
- localități rurale care pe lângă aceste valori oferă si condiții naturale deosebit de atractive pentru petrecerea timpului liber.

### Factorii naturali de cură în turismul balnear
România dispune de un excepțional potențial balnear care concentrează o varietate de factori morali de cură. În ultimii ani activitatea balneara a cunoscut o largă dezvoltare sub aspectul organizatoric, al cercetării și al folosirii balneomedicinei, iar baza naturală a fost modernizată, extinsă și diversificată. În prezent România dispune de circa 160 de stațiuni si localități balneare cu factori de cură. Existența acestora a favorizat dezvoltarea turismului balneo-climateric și valorificarea lor pentru tratarea unor game largi de afecțiuni. Factorii naturali de cură în turismul balnear sunt:

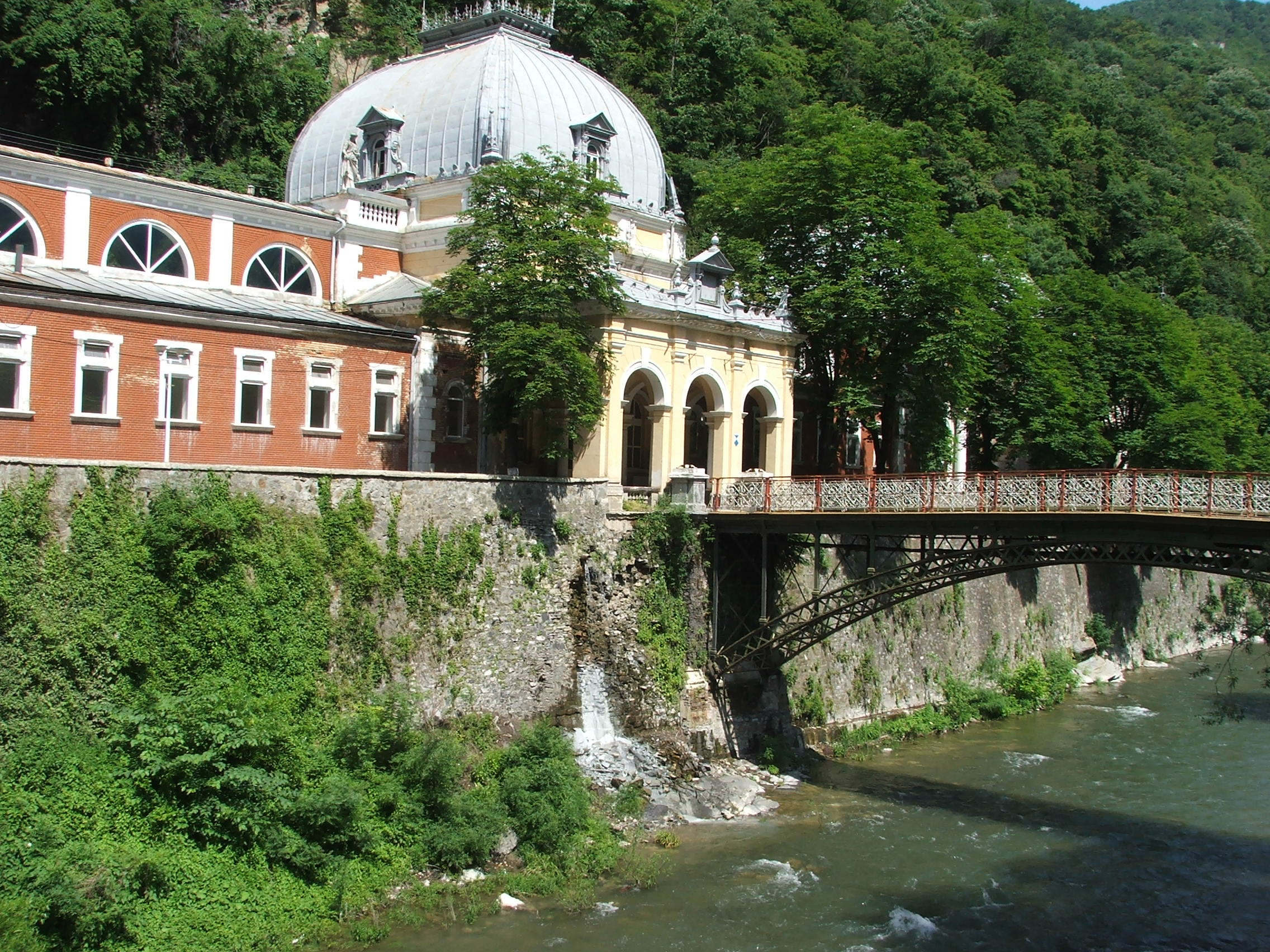
Stațiunea Băile Herculane

Apele minerale și termominerale - volumul rezervelor, calitățile terapeutice, varietatea conținutului lor, acestea reprezintă principalul factor natural de cură din România, de care se leagă o parte importantă din activitatea balneoturistică a României. Apele minerale din România au un conținut deosebit de variat în elemente chimice și de aceea prezintă o mare complexitate și diversitate sub aspect fizico-chimic, minerologic, termic. Ele sunt localizate în principal între zona de contact între dealuri și podișuri cu arealul montan și depresionar (stațiunile Buziaș, Covasna, Tușnad, Călimănești, Băile Herculane, Vatra Dornei).

Lacurile terapeutice - datorită calităților fizico-chimice ale apelor lor, fenomenului de heliotermie și salinitate ridicată, prezintă un deosebit interes terapeutic; apele acestor lacuri sunt clorurate sodic, iodurate sau sulfuroase. Lacurile cele mai folosite în balneoturism:
- câmpia Română: Balta Albă, Lacul Sărat, Lacul Amara
- litoralul marin: Techirghiol, Mangalia
- din masivele de sare din zonele dealurilor subcarpatice sau de podiș (Sovata, Ocna Mureș, Ocna Dej, Ocna Sibiului, Slănic Prahova, Ocna Șugatag).

Nămolurile terapeutice - România dispune de importante rezerve de nămoluri terapeutice care după originea și calitățile lor fizico-chimice, se împart în trei categorii:
- sapropelice - nămoluri negre, sulfuroase, specifice lacurilor: Techirghiol, Amara, Lacul Sărat, Sovata, Ocna Sibiului, Ocnele Mari și Mării Negre.
- minerale de izvor de la Sângeorz-Băi, Băile Felix;
- turbe descompuse chimic: Poiana Stampu, Borsec, Tușnad, Mangalia.

Emanații naturale de gaze terapeutice:
- de dioxid de carbon, specific munților vulcanici Căliman, sunt utilizate ca mofete la Băile Tușnad, Borsec, Buziaș, Covasna, Vatra Dornei, Sângeorz-Băi, Harghita Băi.
- de hidrogen sulfurat, sunt întâlnite la: Șugag și Sântimbru fiind unice în Europa.

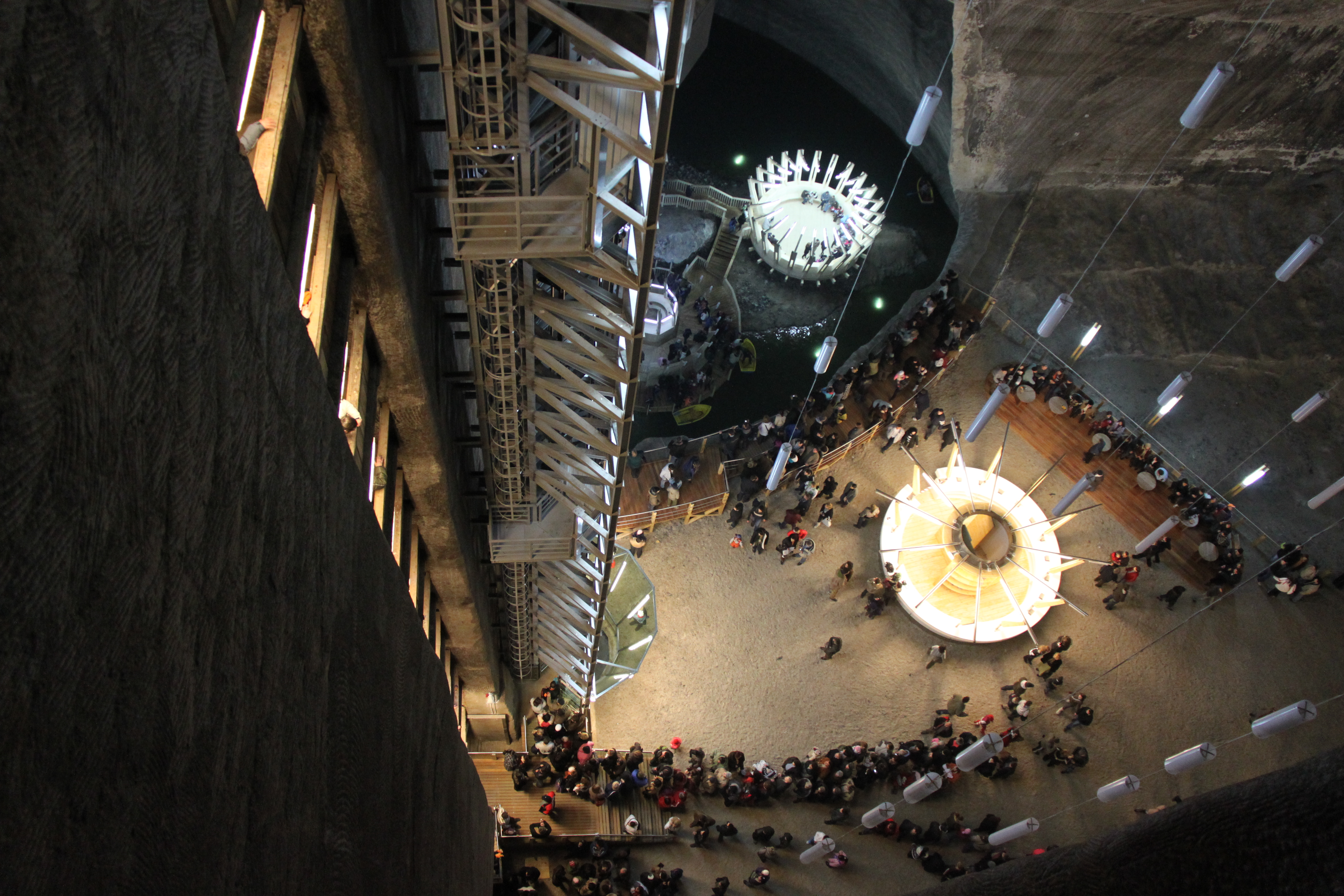
Salina Turda

Salinele - sunt baze de tratament la Târgu Ocna, Slănic Prahova, Slănic Moldova, Praid, Cacica, Turda etc.

Plantele medicinale - sunt din ce în ce mai solicitate în prepararea unor medicamente, cât și în cura externă ca băi de plante medicinale.
Factori climatici -  pot fi utilizați în menținerea sau ameliorarea stării de sănătate a organismului uman prin climatoterapie. S-au evidențiat mai multe bioclimate cu calități terapeutice:
- excitant de câmpie și litoral
- sedativ din câmpia de vest, dealurile și podișurile până la altitudinea de 600 -1000 m;
- tehnico stimulant specific altitudinilor de peste 800 m și până la circa 2000 m.

Aeroionizarea - influența climatului aeroelectric cu o aeroinizarea bogată, predominant negativă are efecte benefice asupra organismului uman în principal de sedare, sporind astfel valoarea balneară a unei stațiuni. În România aeronizarea prezintă valori moderate, dar sunt zone unde acestea sunt mult mai ridicate (Buziaș, Băile Felix, Borsec, Moneasa, Băile Herculane).

### Protecția și conservarea mediului
Turismul este dependent de mediul înconjurător,  dezvoltarea societății predispune mediul înconjurător la două tipuri de degradări:
- urmare directă a exploziei demografice, a expansiunii orașelor, dezviltării industriilor, agriculturii etc, amplificării sistemelor de transport, comunicații, exploatări intensive a resurselor naturale. Aceasta are consecințe asupra calității aerului, apa, degradarea rezervațiilor și monumentelor naturale, obiectivelor antropice.
- activități de turism și agrement cu caracter sezonier având efecte negative datorită unei concepții greșite de valorificare a resurselor turistice, zone, puncte sau obiecte turistice, precum și activităților directe a turiștilor asupra peisajului, florei, faunei sau a altor obiective turistice pe care aceștia le pot deteriora total sau parțial.

Pentru protecția și conservarea  mediului, în România este creat un cadru juridic solid, reflectat în sistemul de legi, hotărâri și alte acte normative care stabilesc principiul, normele generale și speciale, precum și răspunderile ce revin societăților, persoanelor fizice și organelor centrale și de control în acest domeniu.
Zonele și stațiunile turistice beneficiază de priorități pentru ameliorarea și protecția mediului înconjurător prin măsuri și programe speciale, care vizează asigurarea ți încurajarea dezvoltării turismului.
Când turismul și mediul înconjurător coexistă în armonie, mediul beneficiază de pe urma turismului facilitând conservarea și reabilitarea mediului.

### Itinerarii turistice specifice fiecărei zone turistice

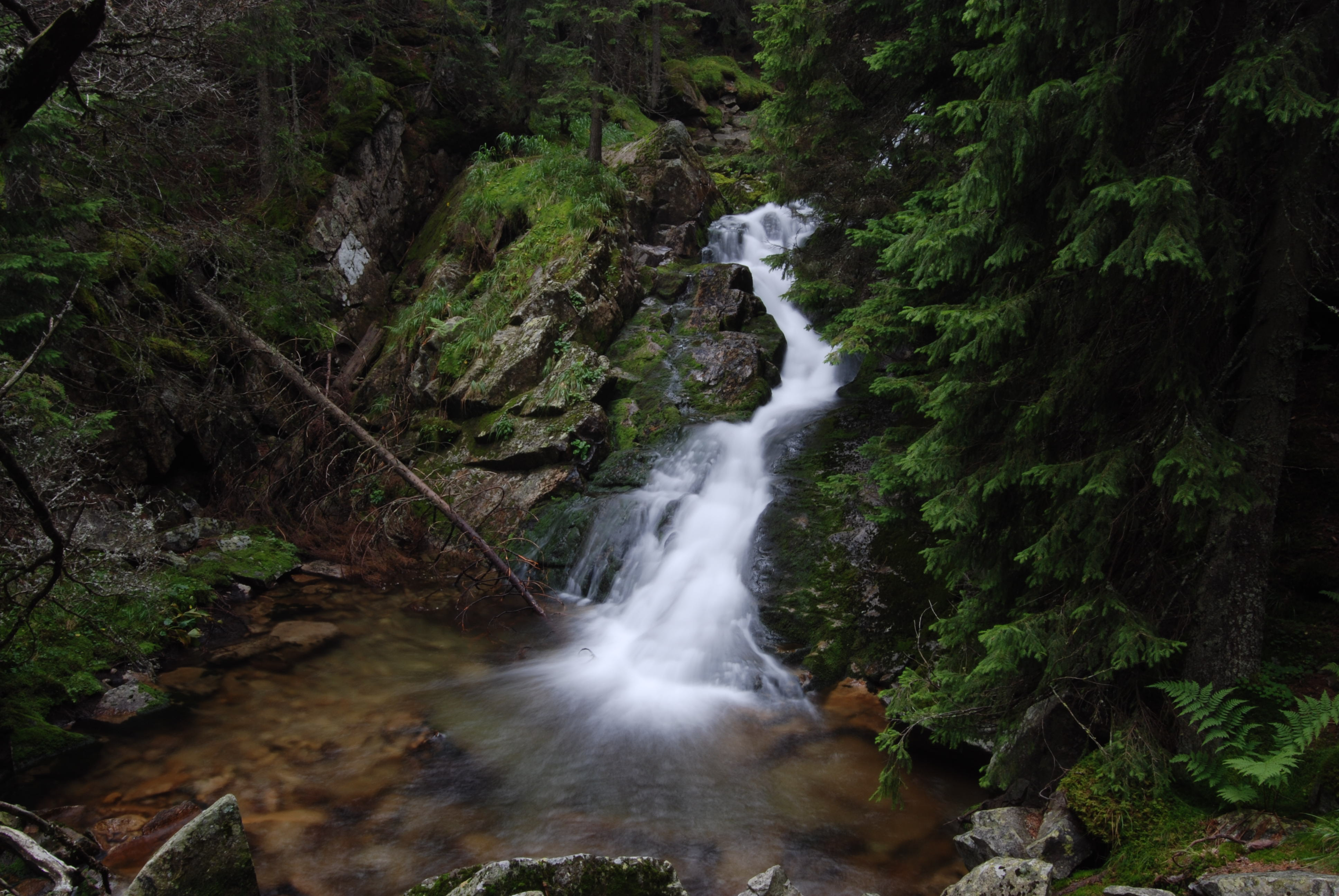
Cascadă în Munții Retezat

Valoarea potențialului turistic al României, caracterizata prin  varietatea si armonia formelor de relief, diversitatea obiectivelor turistice naturale si antropice, precum si existenta unor resurse cu caracter de unicat, situează România printre tarile cele mai favorizate, având posibilități de practicarea a unui „turism total”.
Punerea în valoare a acestuia presupune conceperea unor programe turistice originale și atractive, pe interese cât mai variate, specifice diferitelor zone ale țării.
Munții Carpați

Complexitatea si atractivitate potențialulului turistic al Carpaților Românești se poate materializa in organizarea unor programe turistice specifice:
- excursii, drumeții, trasee și itinerarii turistice pe trasee montane, marcate, în Muntii Bucegi, Făgăraș, Retezat, Parâng, Ceahlău, Candel, Piatra Craiului, Postăvarul, Harghita:
  - Bușteni – Cabana Diham – Poiana Izvoarelor, Diham – Predeal – București
  - București – Sinaia – Predeal – Pârâul Rece – Râșnov – Bran – Rucăr - Târgoviște – București;
  - București – Sinaia – Bușteni – Predeal – Brașov Victoria – Podragu – Bâlea Lac – Cascada Bâlea – Lacul Vidraru – Curtea de Argeș – București

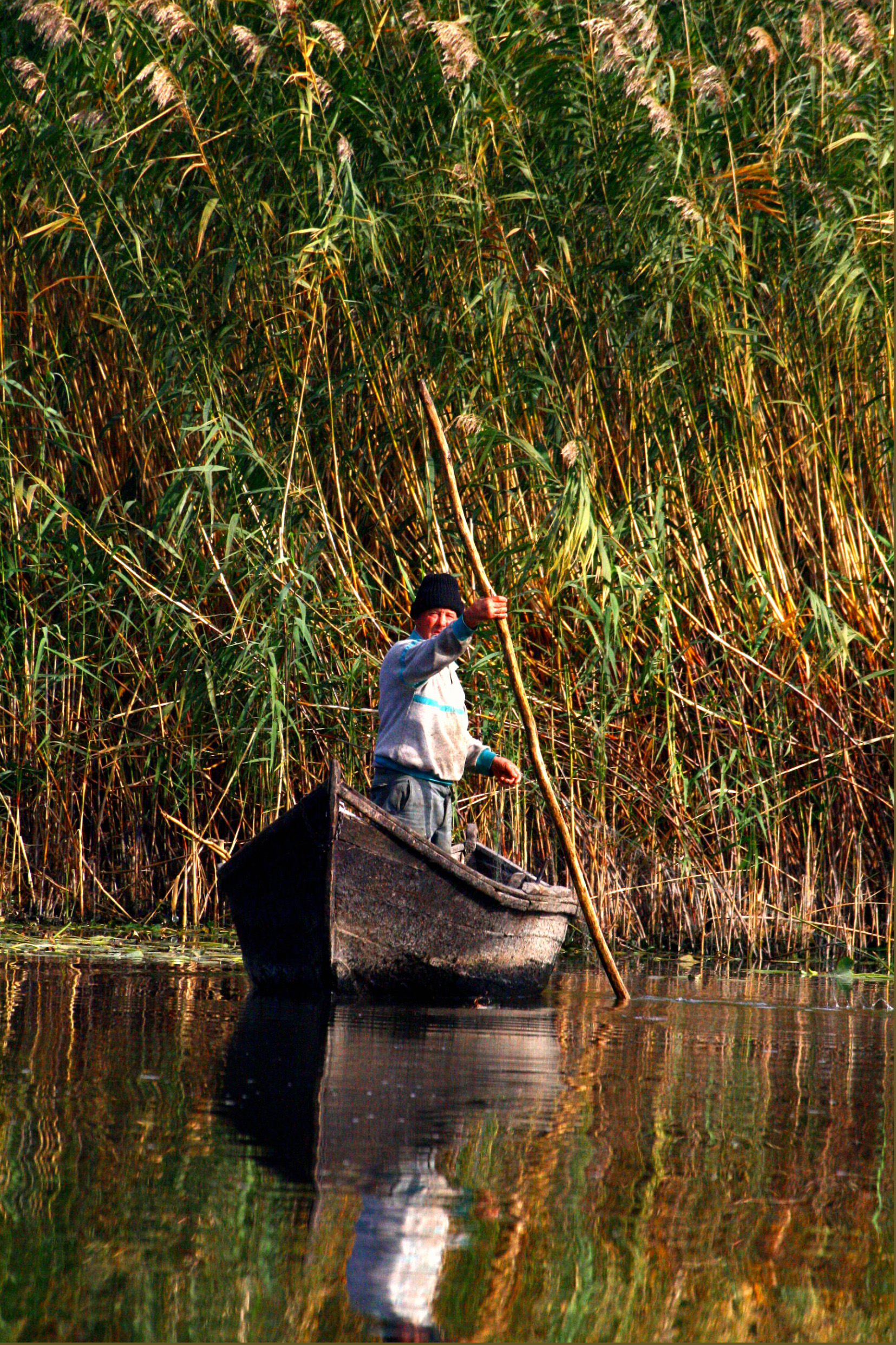
Pescuit în Delta Dunării

- - București – Pitești – Curtea de Argeș – Bâlea Lac – Cârtișoara – Avrig – Sibiu – Râmnicu Vâlcea – Pitești – București
  - Timișoara – Semenic - Cheile Carașului – Cheile Nerei - Beușnița – Domogled - Valea Cernei – Parcul Natural Porțile de Fier – Clisura Dunării – Timișoara
  - Oradea – Beiuș – Stâna de Vale – Cabana Lasu – Cabana Valea Drăganului – Aleșd – Oradea
  - Cluj Napoca - Cheile Turzii – Câmpeni Albac – Huedin – Cluj Napoca.
  - turul mănăstirilor din Bucovina, „Maramureșul – ținut de legendă”, „pe urmele lui Dracula” etc
- alpinism în munții Bucegi, Piatra Craiului, Retezat.
- acțiuni de orientare turistică;
- speoturism în Munții Apuseni, Munții Bucegi, Munții Cernei, Munții Mehedinți
- sejururi de 6-12 zile pentru practicarea sporturilor de iarnă, pentru odihnă și tratament, sau pentru sfârșit de săptămână cu ocazia diferitelor sărbători
- turism rural în diverse areale montane

Delta Dunării
Bogăția și varietatea potențialului turistic din Delta Dunării, poate genera o multitudine de programe turistice:
- plimbări cu vaporul, hidrobuzul sau barcă pe canalele Deltei și pe lacurile interioare
- programe gastronomice cu specialități pescărești
- programe speciale de pescuit și vânătoare
- programe oferite naturaliștilor.
- itinerarii turistice practicate în Delta Dunării:
  - București – Tulcea – Murighiol – Babadag – Enisală – Histria – Mamaia – Constanța – București
  - București – Tulcea – Chilia Veche – Sulina – Crișan – Maliuc – București.

Marea Neagră

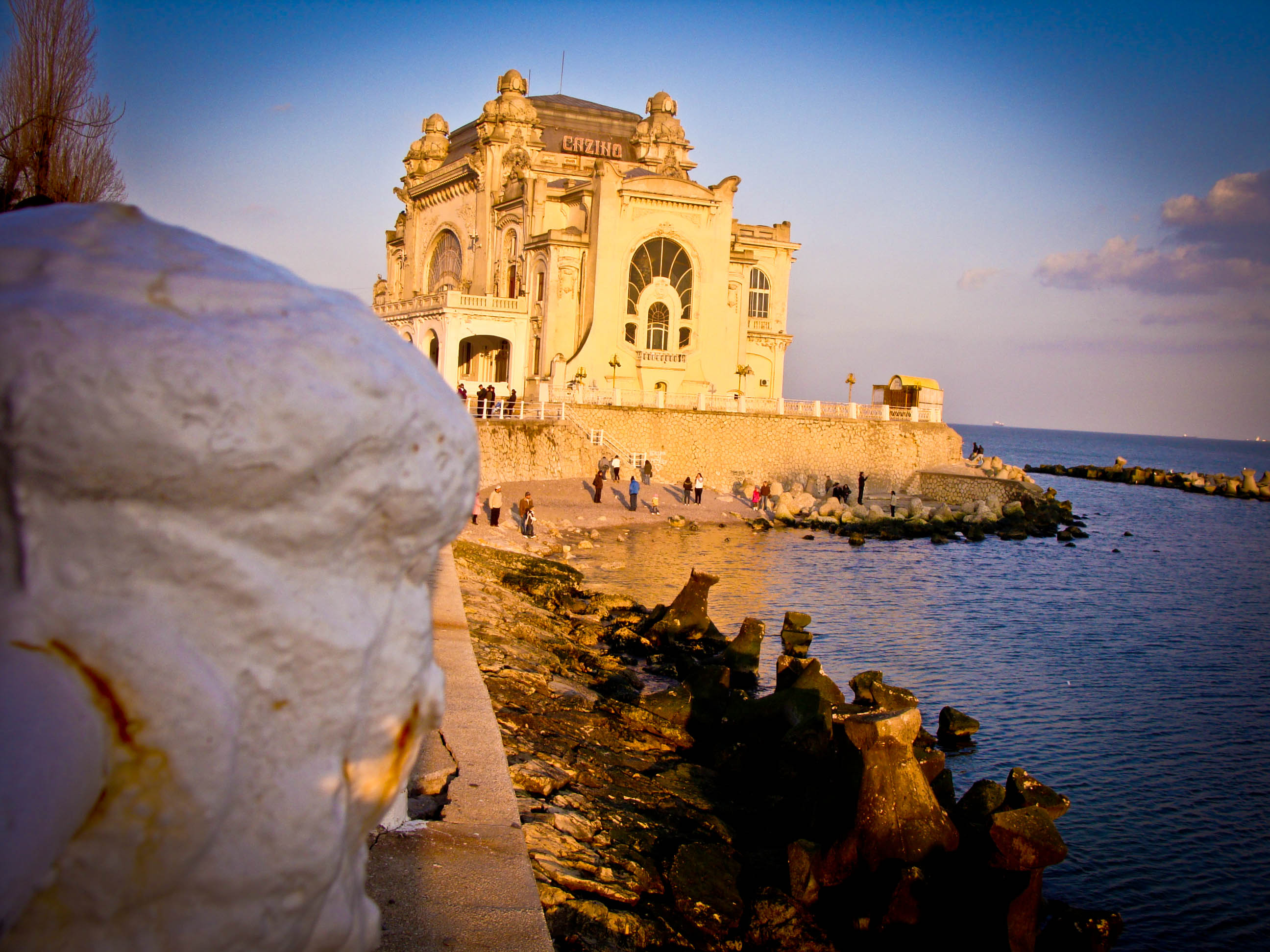
Cazinoul din Constanța

Litoralul românesc al Mării Negre reprezintă prin valoarea și diversitatea atracțiilor, o importantă destinație artistică:
- sejururi de 6 – 12 zile pentru odihnă și pentru cură helio-marină
- sejur de 12 -21 de zile pentru tratament balnear
- tururi de litoral
- practicarea sporturilor nautice
- degustări de vinuri de la Murfatlar
- echitație la Mangalia
- itinerarii turistice specifice litoralului românesc al Mării Negre:
  - București – Constanța – Eforie Nord – Mangalia – Adamclisi – Mulfatlar – Constanța – București.

## Caracterizarea generală a Maramureșului istoric
Situat în partea de Nord a Carpaților Orientali, care sunt marcați de masivul Rodna, Carpații Vulcani de Nord și respectiv munții Maramureșului. Limita de nord a zonei se suprapune pe granița cu Ucraina, granița marcată cu răul Tisa  începând de la satul Piatra până la vărsarea Vișeului în Tisa. Granița se continuă pe cumpăna apelor din Munții Maramureșului până dincolo de Izvorul Cățelu. Spre vest Maramureșul se învecinează cu Bucovina, la sud cu județul Bistrița Năsăud pe Bistrița Aurie, urcă în Pasul Prislop și în continuare pe cumpăna apelor, peste Rodna urmează lanțul munților Țibleșului, Lăpușului, Gutâiului, Ignișului și Oașului. La sud – vest se învecinează cu Depresiunea Baia Mare.

### Caracterizarea principalelor componente turistice antropice
„Maramureșul istoric” este un muzeu în aer liber, acesta o dovedesc nenumăratele puncte de atracție, integrate în categoria obiectivelor antropice. Bisericile din lemn unica în lume, Cimitirul Vesel, Memorialul Victimelor Comunismului și al rezistenței, această combinație cultivă spiritul.
„Cimitirul Vesel”, această bizară combinație de ironie și amărăciune, de seninătate și groază pare a fi cel mai mare paradox al ritualurilor de trecere, la români, dar nu numai. Scurtele poezii cu tente ironice sunt foarte bine completate de picturi naive care reprezintă persoana decedată în ipostaza ceea mai reprezentativă pentru viața pe care a trăit-o. Spiritul creativ al lui Stan Ioan Pătraș inițiatorul acestui cimitir  a făcut acest monument al Săpânței, Cimitirul Vesel, să fie astăzi un vestigiu al culturii și civilizației românești.
„Biserica din Deal” sau Biserica Balcului din Ieud este ceea mai veche construcție de acest gen din Maramureș, datând din anul 1364.
Biserica din Sârbi – Sisani a fost construită în anul 1532 pe o ridicătură de teren, la marginea unei imense păduri de stejar.
Biserica este alcătuită din bârne de stejar de peste 60 cm lățime, încheiate la colțuri în coadă de rândunică. 
Mănăstirea Bârsana – este marcată prin faptul că aici este concentrată arta cioplitului în lemn din Țara Maramureșului, lemnul cioplit de mâinile trudite ale meșterilor artizani maramureșeni, spune povestea acestor meleaguri, parcă rupte din rai.
Așezată pe malul răului Iza pe un deal ce îi oferă o impresionantă panoramă, mănăstirea Bârsana străjuiește întreaga Tară a Maramureșului.
Memorialul Victimelor Comunismului și al Rezistenței este localizat în zona centrală a Municipiului Sighetu Marmației, fiind un simbol al represiunii puterii comuniste împotriva celor care cu gândul, vorba sau fapta s-au opus instaurării comunismului în România. În octombrie 1998 Memorialul de la Sighet a fost nominalizat de către Consiliul Europei printre primele trei locuri de cultivare al memoriei europene, alături de memorialul de la Auschwitz și memorialul Păcii din Normandia.
Muzeul Maramureșului din Sighet are mai multe secții care cuprind valori inestimabile adunate din spațiul Maramureșului istoric. Ceea mai importantă este secția etnografică în aer liber unde sunt prezentate zeci de case și unelte țărănești. Gospodăriile prezentate aici permit vizitatorului sa își facă o imagine reală asupra modului de viață a țăranilor care au trăit pe aceste meleaguri cu sute de ani în urmă.

### Caracterizarea principalelor componente turistice naturale
Pe lângă obiectivele turistice antropice în care omul își etalează măiestria, o importanță deosebită o au punctele de atracție naturală concretizate prin minunatele locuri ale ținutului istoric, câteva dintre acestea fiind:
- Lacul Venderelul din Masivul Farcău;
- Munții Rodnei oferă un peisaj unic, cu bogății ale faunei și florii de neegalat.

Mai mare căldare glaciară de pe versantul nordic este iezeru, delimitată de nord și nord - est de Culmea Pietrosului. În fundul căldării se află lacul glaciar Iezerul 1870 m în forma ovală, lung de 80 m, lat de 70 m și cu o adăncime de 1,8 m.
- Mlaștinile Vlășinescu, Tăul lui Dumitru de pe platoul Izvoarele, Poiana Brazilor și Lacul Morărenilor în hotarul satului Breb. Flora și vegetația acestor mlaștini păstrează elemente nordice și relicte glaciare;
- Minele de sare de la Ocna Șugătag și Coștiui au facilitat construire prin prăbușire a unor lacuri sărate. Unul dintre aceste lacuri este Lacul Gavrilă este cel mai intens lac din România.

### Forme de turism practicate
În Maramureșul istoric se poate practica o gamă largă de forme de turism.
Cele mai importante forme de turism întâlnite sunt:
- Turismul de odihnă și recreere. Un cadru deosebit pentru desfășurarea activităților de odihnă cu sejururi mai mari îl reprezintă:

-	stațiunea Borșa care beneficiază și de condiții pentru realizarea tratamentelor balneare, practicarea sporturilor de iarnă și a drumețiilor;
-	stațiunea balneoclimaterică Ocna Șugatag. Principalii factori terapeutici sunt apele minerale cloruro – sodice concentrate, recomandate în afecțiunile reomatismale ale aparatului locomotor;
-	valea Vaserului – este cel mai atratctiv traseu turistic al Munților Maramureșului, cazarea fiind posibilă la cabanele silvice, de vânătoare, forestiere și miniere. Este propusă includerea sa în categoria ariilor protejate cu statutul de Parc Natural.
- Turism la sfârșit de săptămâna. Se poate realiza pe valea Izei, Vaserului și Vișeului.

În Maramureșului istoric există posibilitatea vânătorii sportive în următoarele zone: zona Vișeului, Bistra – Ruscova, Poienile de sub Munte.
- Agroturismul – reprezintă o formă de circulație turistică desfășurată în Maramureșul istoric.

În cazul agroturismului entitatea organizatorică de bază este fermă, gospodăria țărănească, prin practicarea acestei activități gospodarul având posibilitatea de a-și valorifica spațiile de cazare excedentare unde se asigură cazarea turiștilor, în plus turiști vor beneficia de produse alimentare obținute chiar în acea gospodărie sau în împrejurimi, iar agrementul îmbracă forme distincte de cele obișnuite precum: vânătoarea, pescuitul, participarea la evenimente importante din viața satului (hore, șezători, nunți, boteze).
Dacă turiștii doresc pe parcursul șederii lor pot iniția în practicarea unor meșteșuguri precum: țesut, olărit, încondeiatul ouălelor, sculptura etc.

## Concluzii și propuneri
Din punct de vedere al resurselor naturale și al resurselor turistice antropice, România este foarte bine reprezentată, principalele atracții turistice o reprezintă elementele de etnografie, folclor, arta populară, rezervațiile naturale , statiuni balneoclimaterice precum și fondul cinegetic românesc.
Structurile turistice ale alimentației și tratament sunt bine reprezentate în comparație cu cele de agrement și prestări servicii, care nu sunt suficient de bine dotate din punct de vedere al bazei tehnico – materiale. Acestea din urmă necesită modernizări masive, dar și introducerea unor noi forme de agrement și extinderea rețelei de servicii.

Turismul este foarte strâns legat de civilizație și cultură, între ele instituindu-se o relație de interdependență. Prin valorificarea resurselor naturale, umane și financiare puse la dispoziția sa, turismul generează efecte economice și sociale care duc la creșterea eficienței economice, a progresului și a civilizației.

Manifestarea cererii turistice și dinamica acestuia în România sunt determinate de o serie de factori demografici, psihologici, organizatorici, care joacă un rol hotărâtor în cadrul diferitelor segmente de turism.

Pentru o dezvoltare complexă a turismului potențialii clienți ar trebui să fie mai bine informați prin intermediul mass – media, internet, TV.
Capacitatea de cazare turistică în România anului 2023 în date arată răspunsul la cererea turistică.